# Gustav Kuntzsch

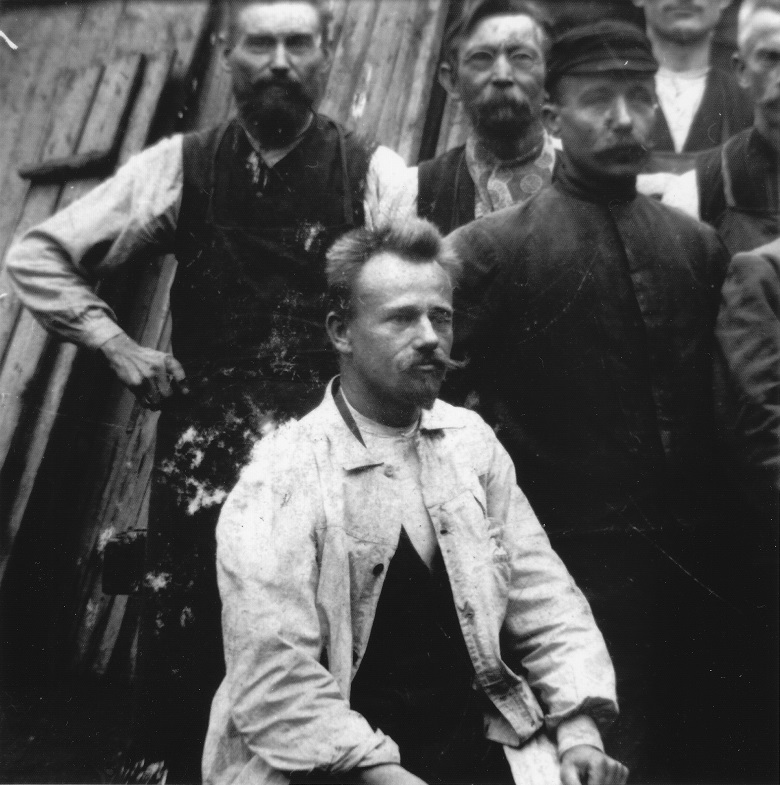
Gustav Kuntzsch inmitten seiner Mitarbeiterschaft, 1890er Jahre

Gustav Kuntzsch (vollständiger Name: Carl Gustav Kuntzsch; * 14. August 1848 in Gohlis; † 2. Oktober 1919 in Wernigerode) war ein deutscher Holzbildhauer des Historismus.

## Leben
Gustav Kuntzsch war der Sohn eines Krämers und Markthelfers, der ältere Bruder des Imkers und Bienenforschers Max Kuntzsch (1851–1919). Über seinen Ausbildungsweg fehlen detaillierte Daten. Anfang der 1870er Jahre studierte er mittelalterliches Kirchenmobiliar in Nürnberg und München. Ab Michaelis 1875 war er an der Königlichen Akademie der bildenden Künste zu Leipzig in der Abteilung für Bildhauerei bei Bildhauer Melchior zur Strassen eingeschrieben.
1876 eröffnete Kuntzsch in der Salzbergstraße 4 in Hasserode (seit 1907 Stadtteil von Wernigerode) die Firma Anstalt für kirchliche Kunst, die um 1889 nach Wernigerode in die Gartenstraße 4 verlegt wurde. Ende des 19./Anfang des 20. Jahrhunderts bevorzugte man bei der Anfertigung von Kirchengeräten den gotischen Stil (Neogotik). Aufgrund der Kuntzsch’en Werkstatt wurde Wernigerode zu einem Hauptsitz dieser modernen Industrie. Kuntzsch-Arbeiten findet man von Wittstedt (heute: Vedsted) bis Freiburg im Breisgau und von Wiefels in Friesland bis Königsberg (heute: Kaliningrad), die Schwerpunkte seines Wirkens lagen in und um Berlin und in der Harzregion. Mit dem Missionar Johannes Arndt der Berliner Mission gelangte ein Kruzifix 1881 sogar als Reisegepäck auf dem britischen Dampfschiff Anglian von Deutschland nach Südafrika.
Die Anstalt für kirchliche Kunst beschäftigte zu Spitzenzeiten – 1880er/1890er Jahre – rund 50 Künstler und Handwerker, die speziell für die einzelnen Arbeiten theoretisch und praktisch vorgebildet waren, darunter Mitarbeiter, die später Berühmtheit erlangten, wie Albert Werner, bekannt geworden unter dem Künstlernamen Albert Werner-Schwarzburg, Ernst Pfeifer und Gotthold Riegelmann.
Die Firma Kuntzsch arbeitete mit namhaften Architekten zusammen, unter anderem mit Friedrich Adler, Hermann Blankenstein, Wilhelm Böckmann, Georg Eberlein, Hermann Ende, Carl Frühling, Rudolf Gottgetreu, Hugo Groothoff, Alfred Günther, Max Hasak, Conrad Wilhelm Hase, Friedrich Heitmann, Oskar Hossfeld, Aage von Kauffmann, Arthur Kickton, Otto Kilburger, Heinrich Klutmann, Fritz Laske, Robert Leibnitz, August Menken, Eduard Messow, Ludwig Neher, Paul Ochs, August Orth, Otto Penner, Heinrich Reinhardt, Christian Andreas Schmidt, Friedrich Schulze, Franz Schwechten, Max Spitta, Georg Süßenguth, Ludwig von Tiedemann, Johannes Vollmer, Eduard Wendebourg, Karl Wilde und Ludwig Winter.
Orgelprospekte schuf die Werkstatt Kuntzsch für Musikinstrumente von Orgelbaumeister Bruno Goebel, Königsberg, Orgelbaumeister Albert Hollenbach, Neuruppin, Orgelbaumeister Friedrich Ladegast, Weißenfels, Orgelbaumeister Emil Reubke, Hausneindorf,  Orgelbaumeister Ernst Röver, Hausneindorf bei Quedlinburg, Orgelbaumeister Wilhelm Rühlmann sen., Zörbig, Orgelbaumeister Wilhelm Sauer, Frankfurt (Oder), Orgelbaumeister August Troch, Neuhaldensleben, Orgelbaumeister Robert Voigt, Stendal und der Orgelbauwerkstatt Gebrüder Dinse, Berlin-Kreuzberg.
Um die Jahrhundertwende 1899/1900 unterhielt der Betrieb in Berlin eine Firmenvertretung: August Wagner, Berlin-Schöneberg, Kurfürstenstraße 167.
Am 1. September 1899 übergab Kuntzsch den Betrieb an den Kaufmann Friedrich Grahmann aus Duisburg und den Bildhauer Georg Maletz aus Wernigerode. Der Firmenname blieb erhalten.
Am 1. Juli 1904 wurde die Firma von Paul Knoff übernommen, der den Betrieb um 1912 einstellte.

## Werke

### Firma Gustav Kuntzsch

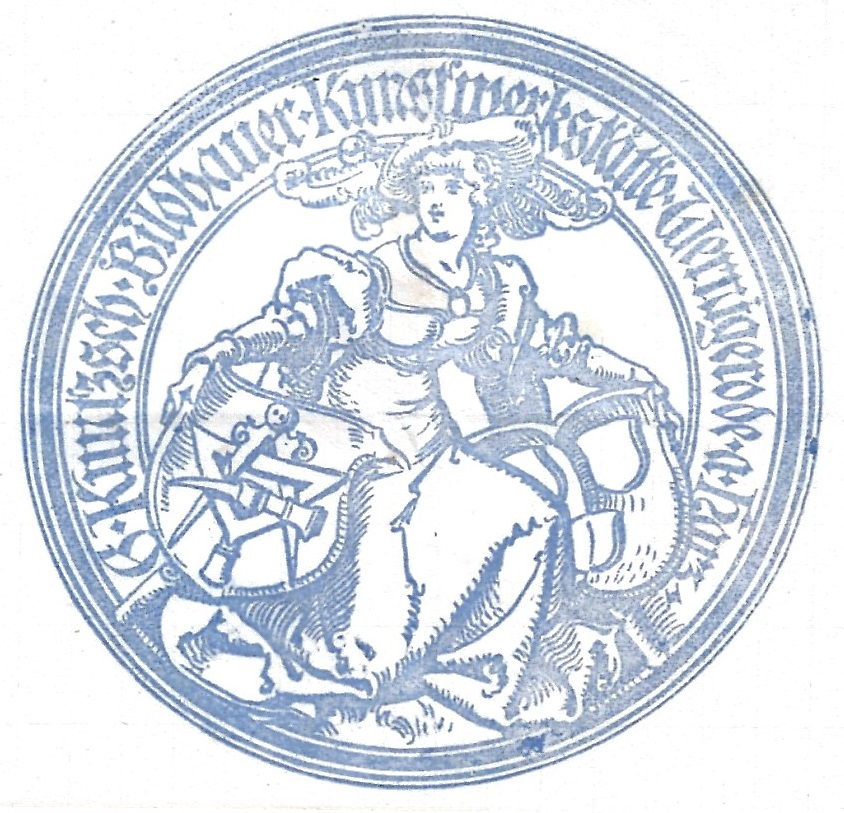
Briefverschlussmarke der Firma Gustav Kuntzsch

Krummelsches Haus, Wernigerode (um 1900)

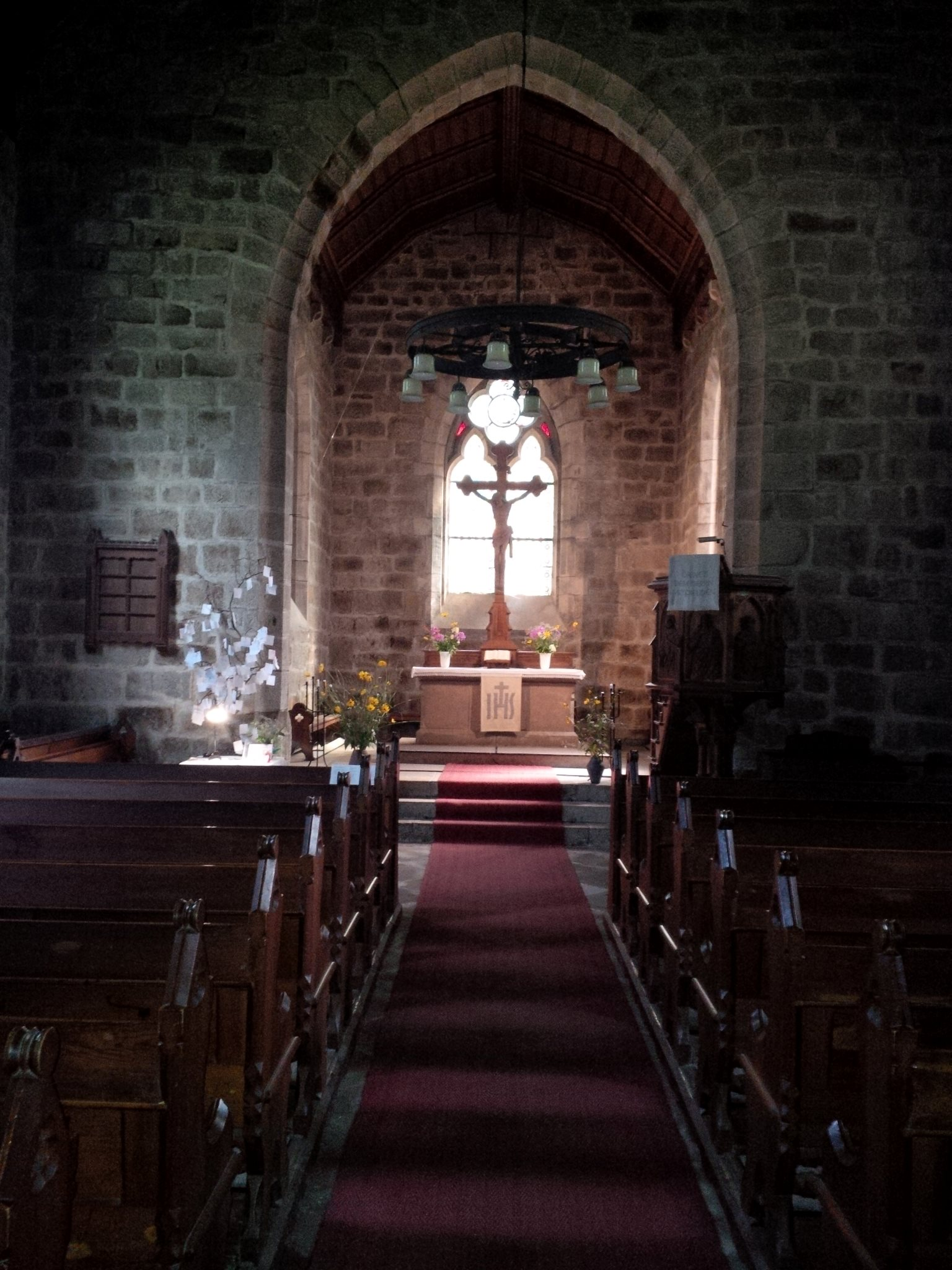
Innenansicht der Bergkirche Schierke

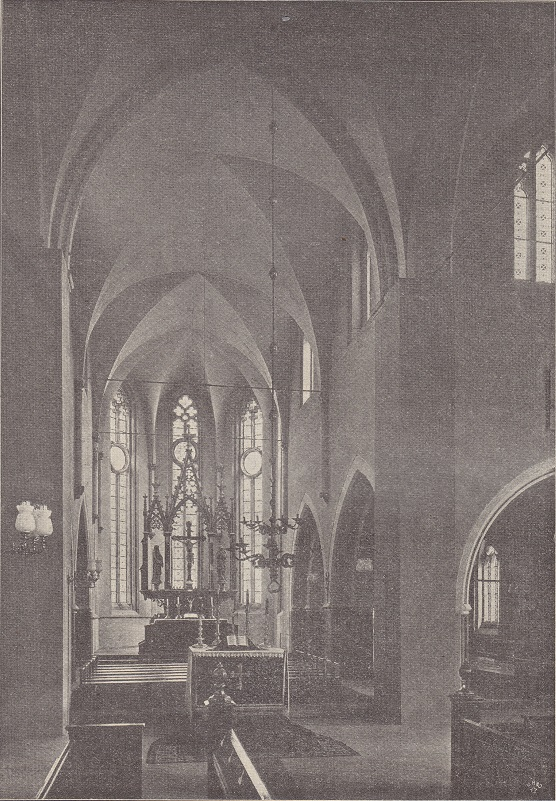
Blick in den Chor der St.-Martini-Kirche Halberstadt (um 1902)

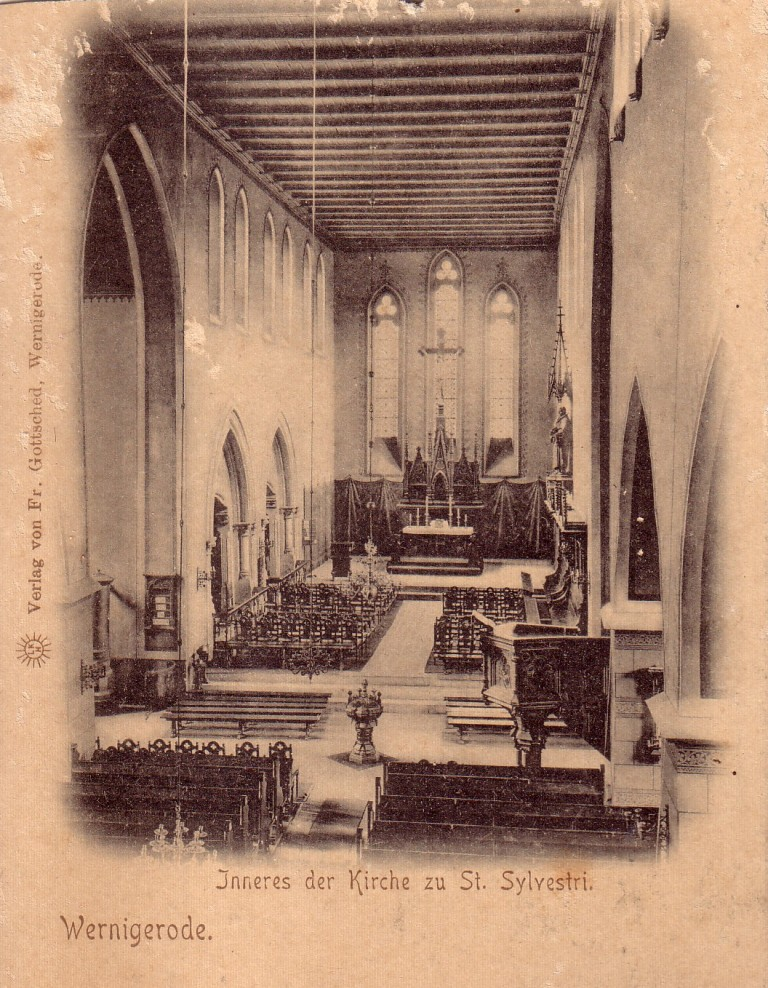
Innenansicht der St.-Sylvestri-Kirche Wernigerode (um 1900)

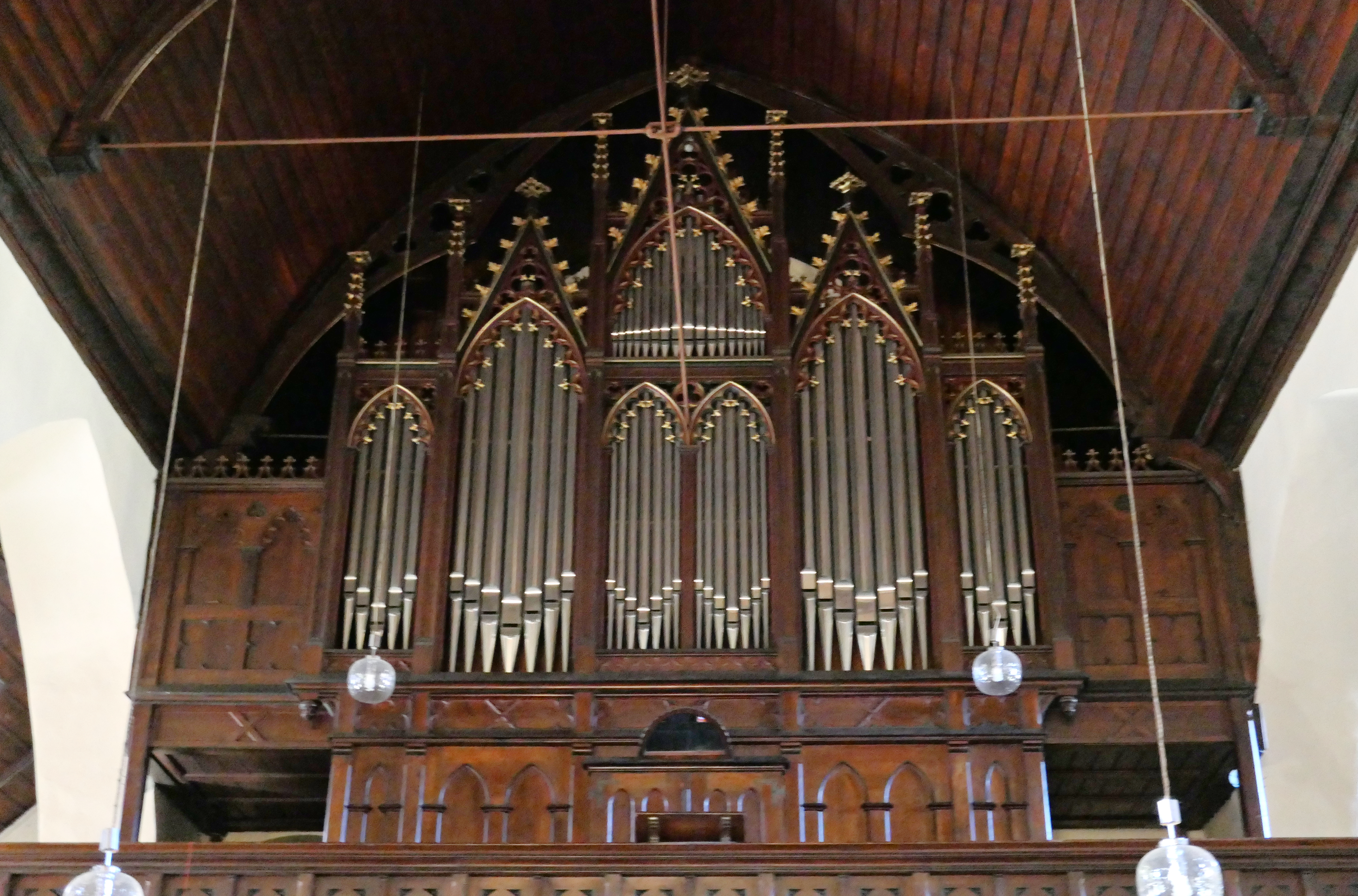
Orgel der St.-Johannis-Kirche Wernigerode

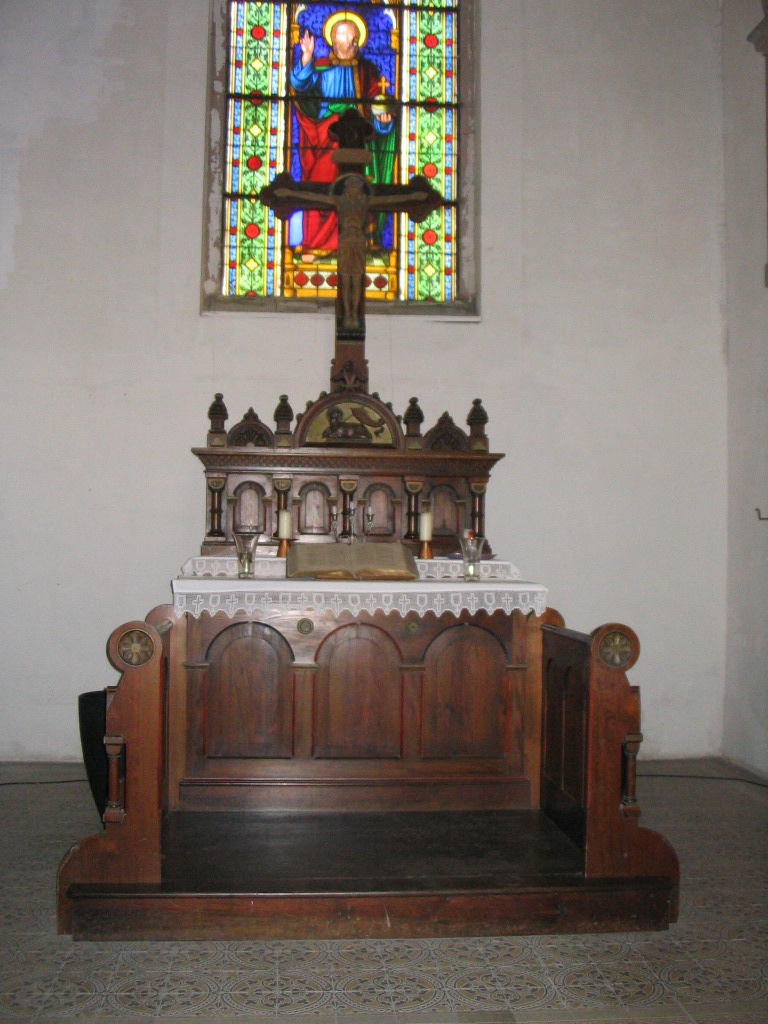
Altar der St.-Nikolai-Kirche Baalberge

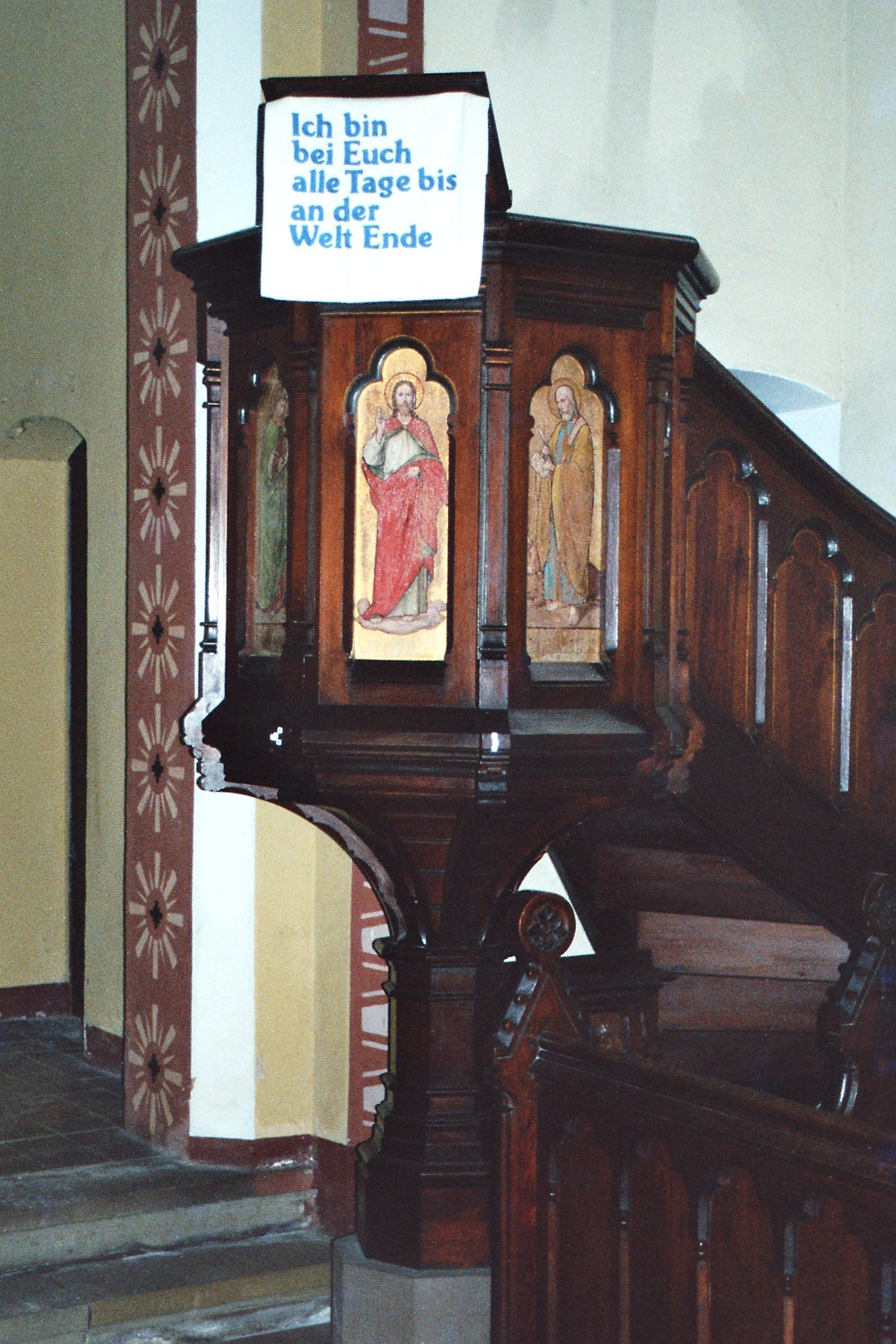
Kanzel der Amesdorfer Kirche

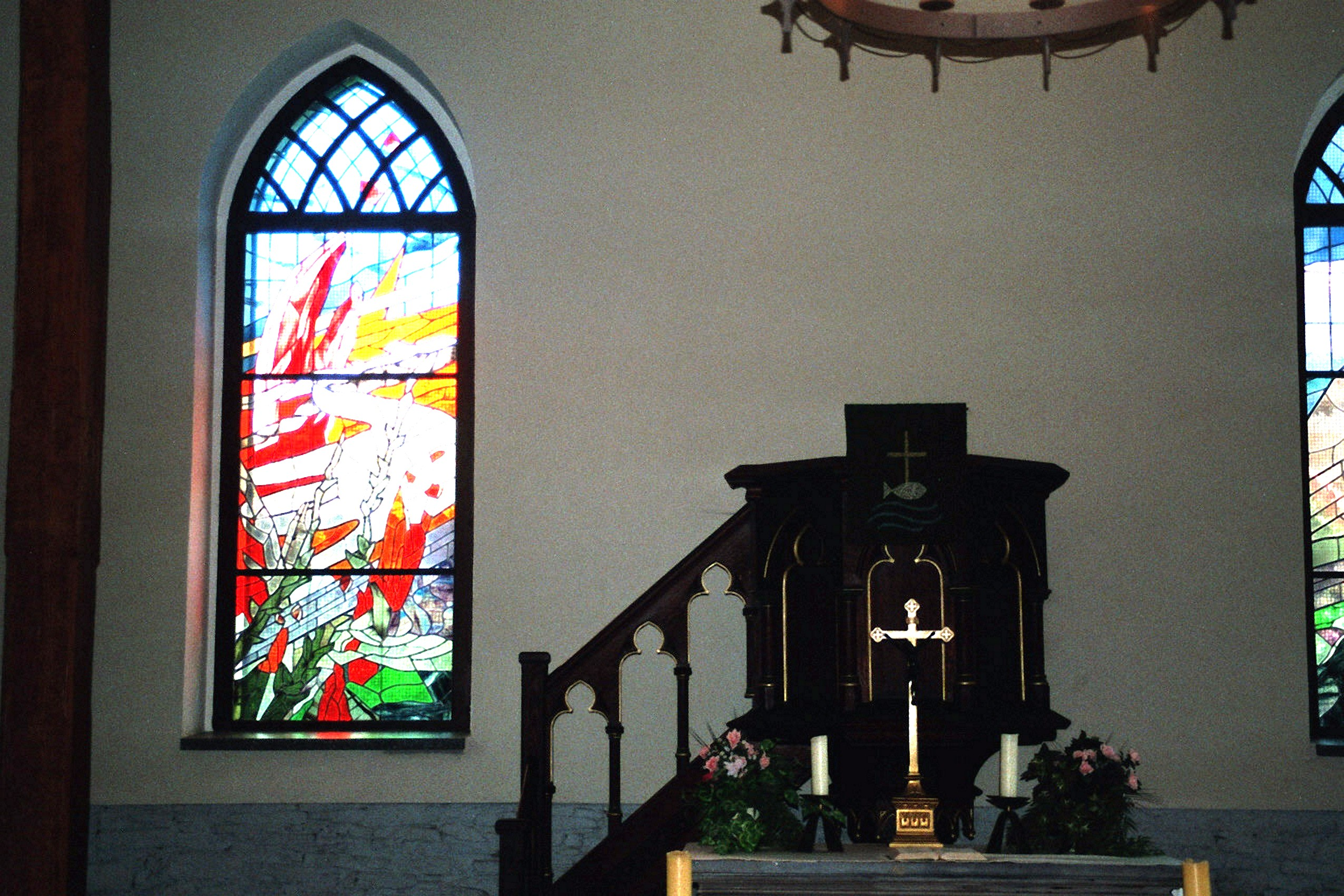
Kanzel der evangelischen Kirche Reppichau (ehemals in der Kirche Thurau)

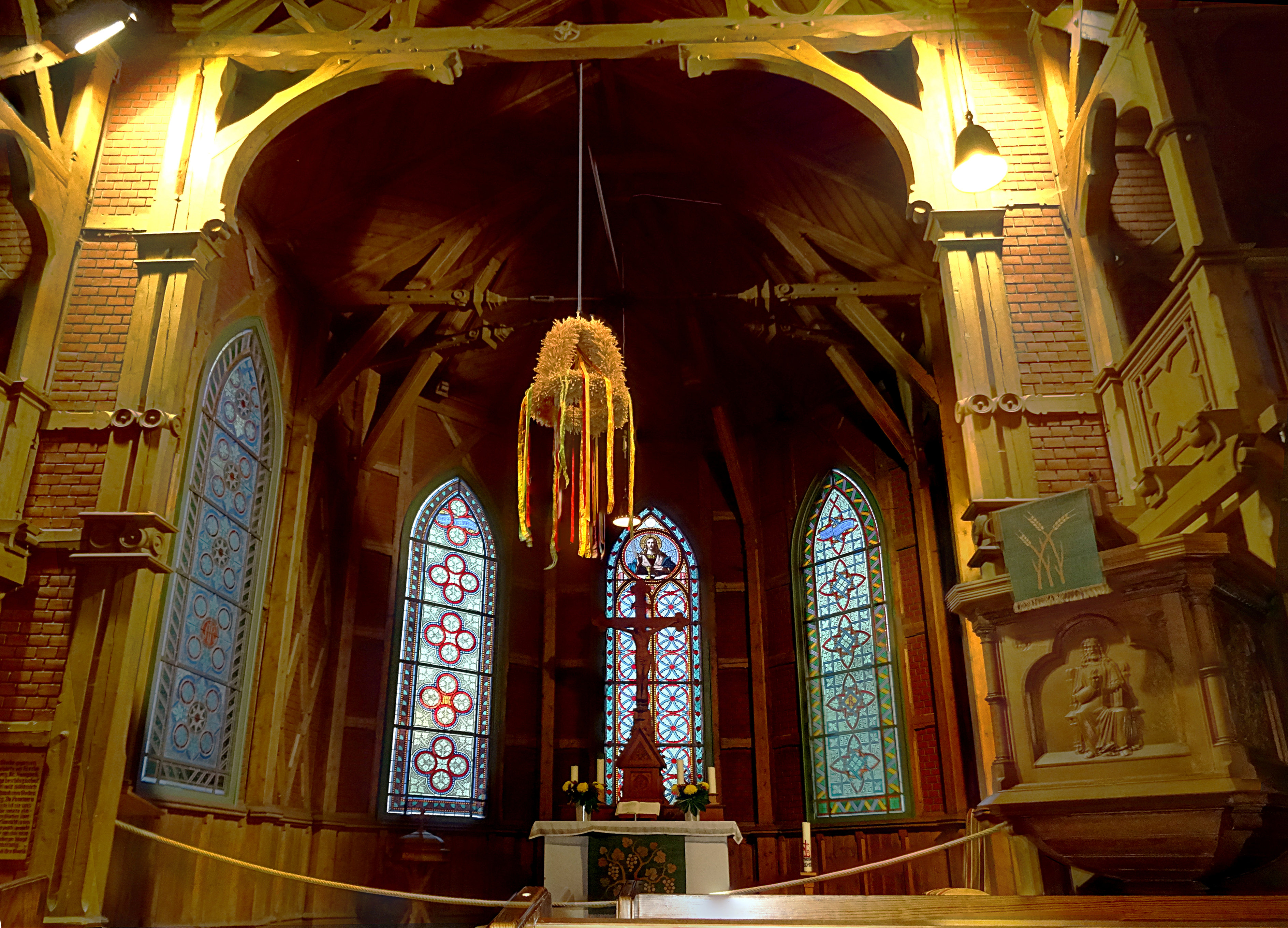
Blick in den Chor der Trinitatiskirche Braunlage

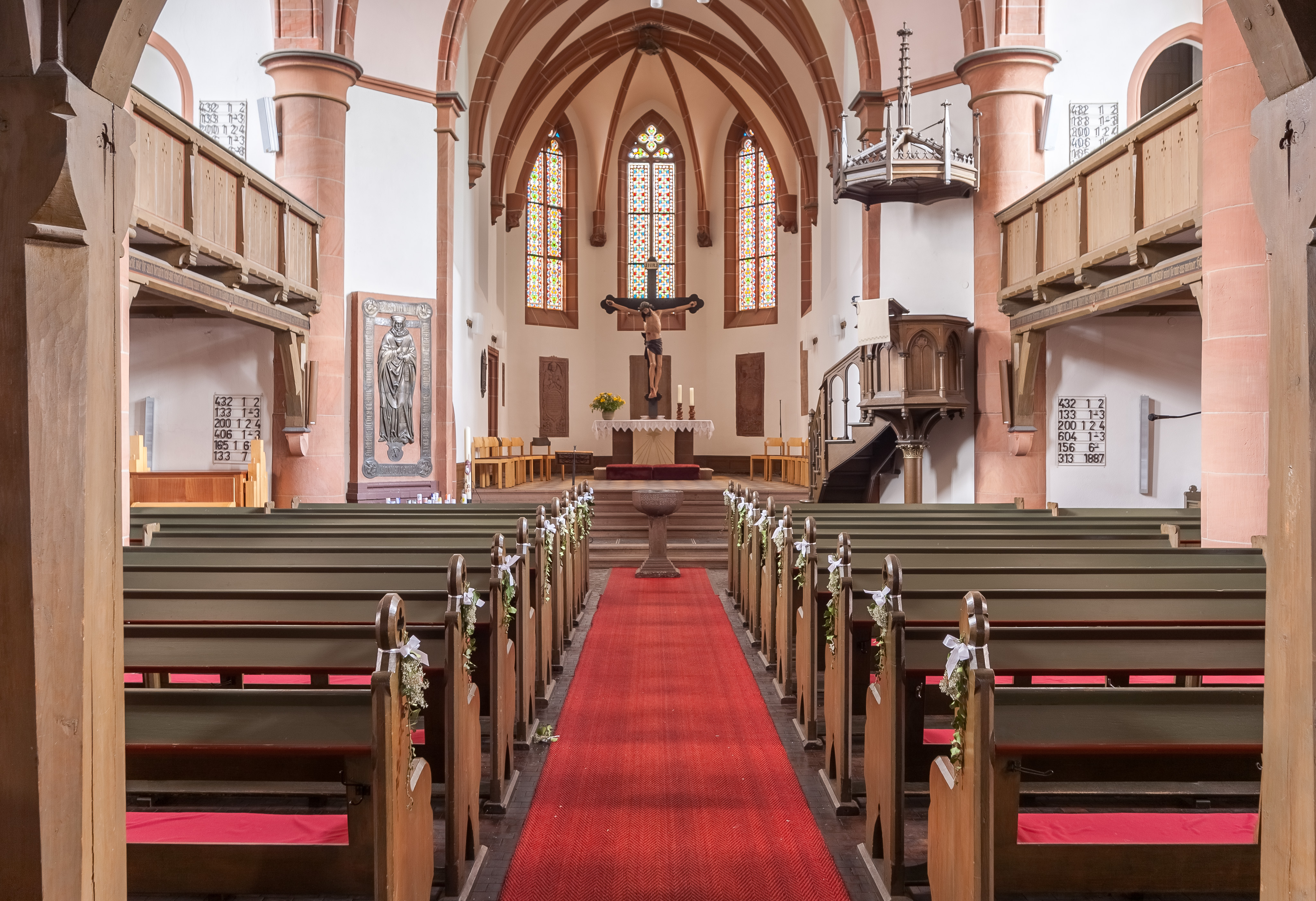
Innenansicht der Stadtkirche Biedenkopf

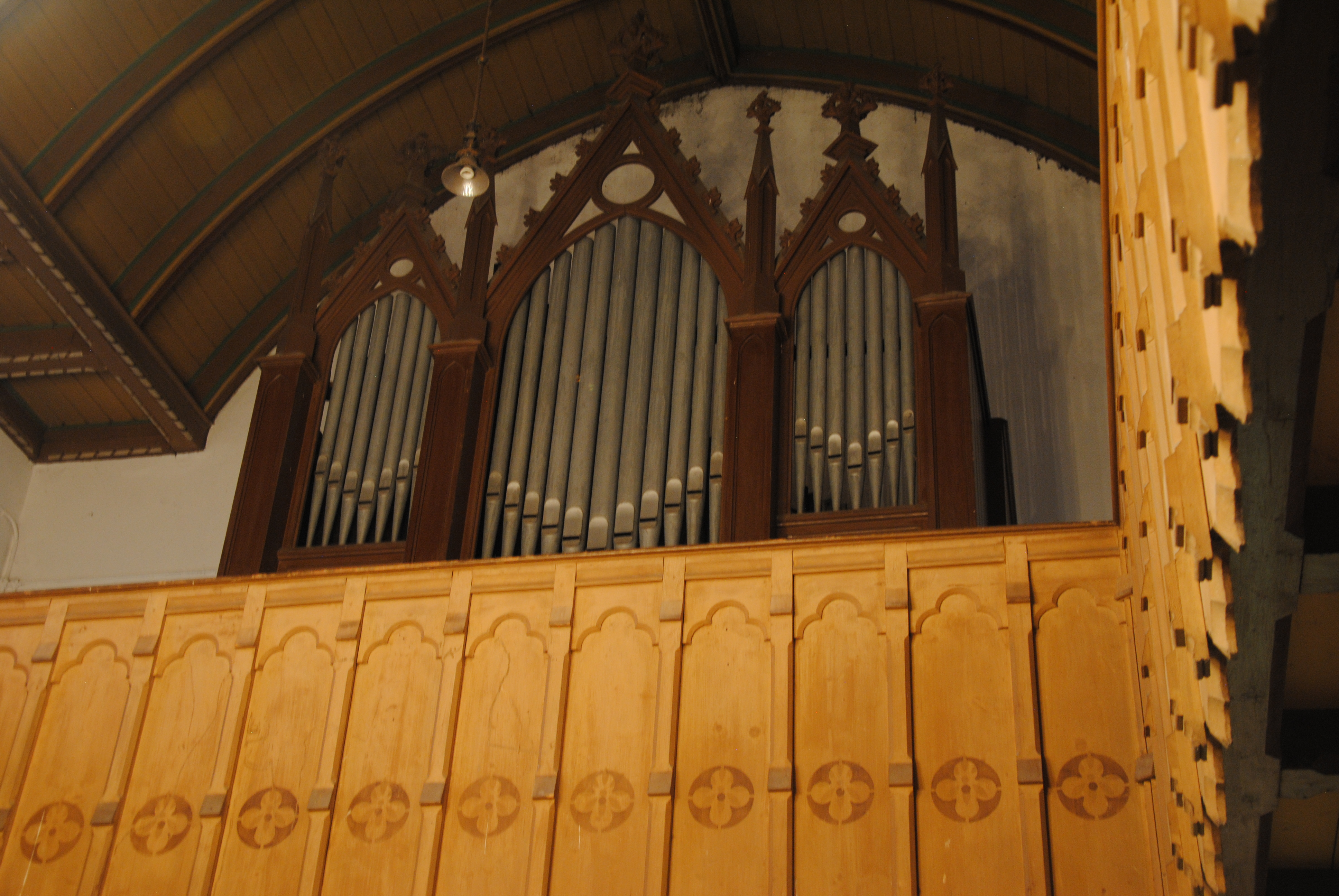
Orgel der St.-Veit-Kirche Schwittersdorf

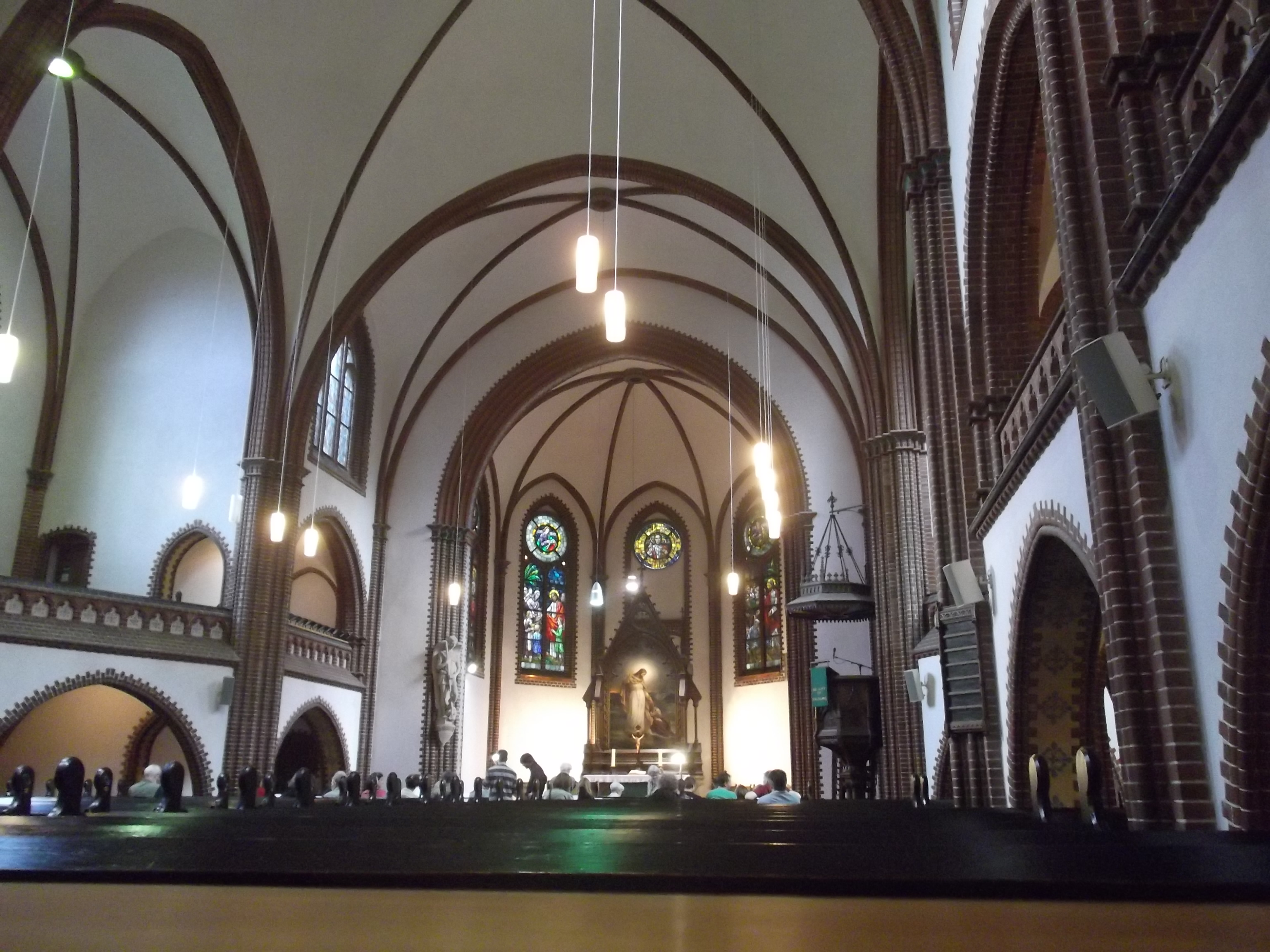
Innenansicht der Erlöserkirche Berlin-Rummelsburg

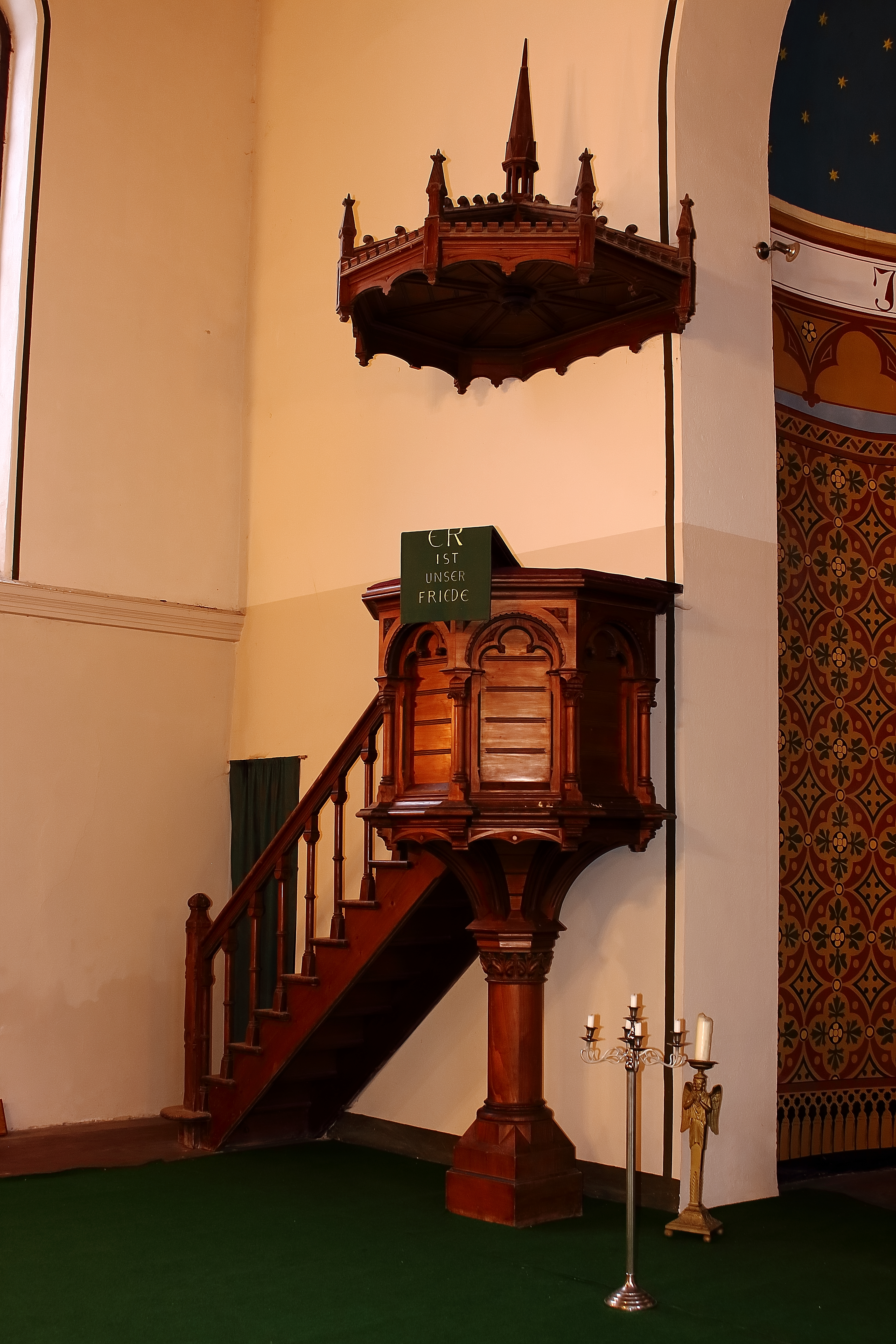
Kanzel der St.-Lamberti-Kirche Dahlenwarsleben

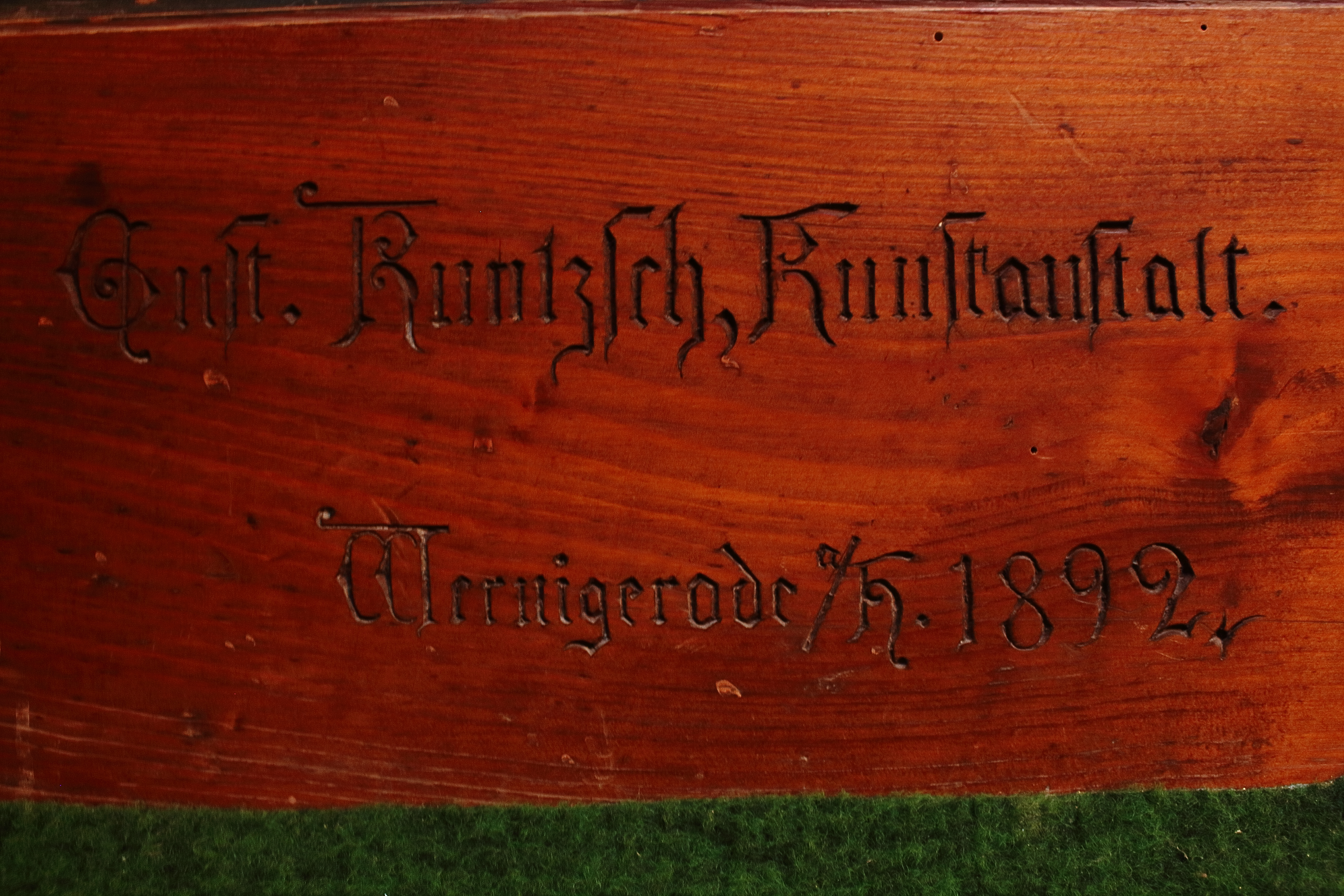
Kanzel-Inschrift, St.-Lamberti-Kirche Dahlenwarsleben

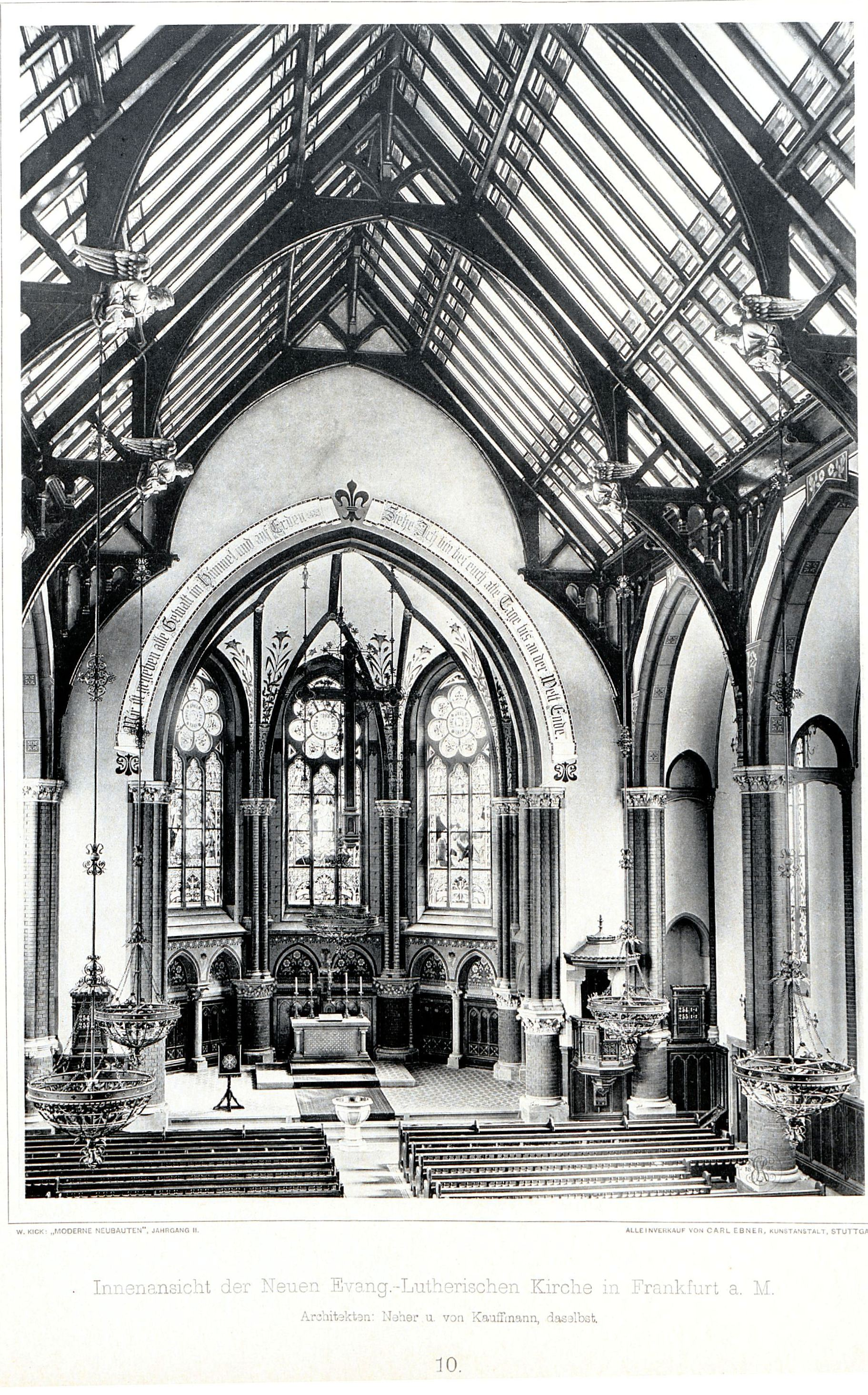
Innenansicht der Lutherkirche Frankfurt am Main (um 1895)

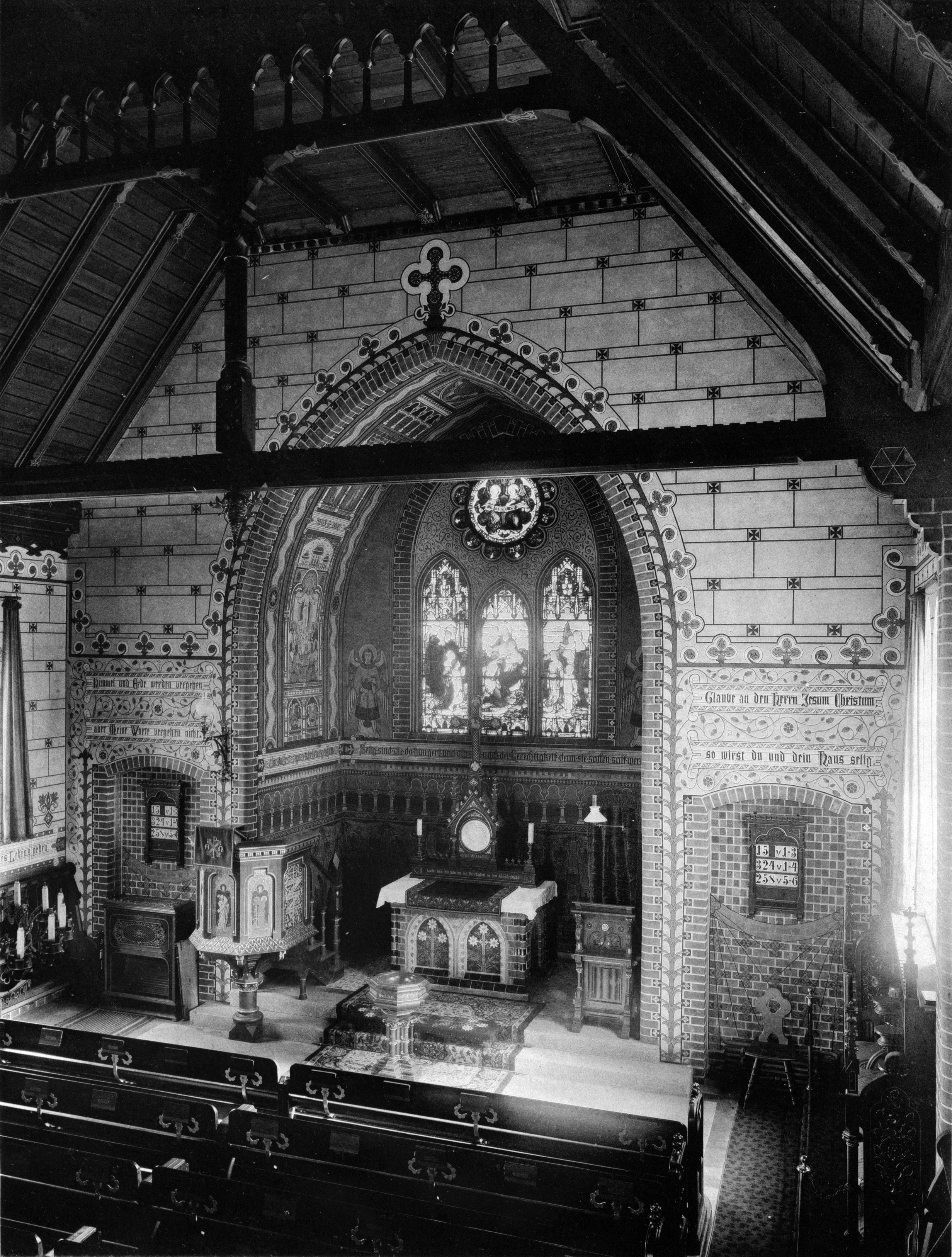
Blick in den Chor der Pfingstkapelle Potsdam, um 1895

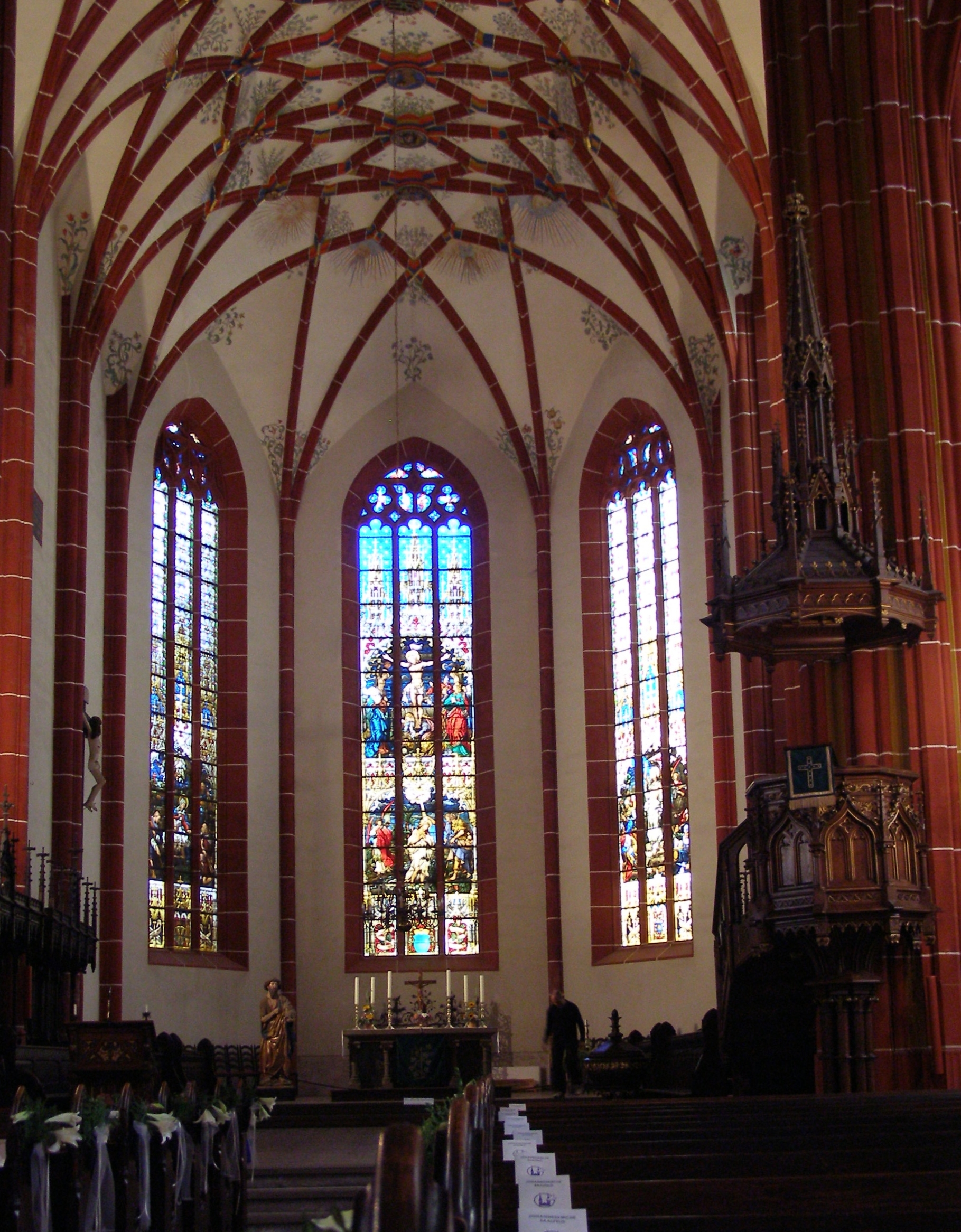
Blick in den Chor der St.-Johannes-Kirche Saalfeld/Saale

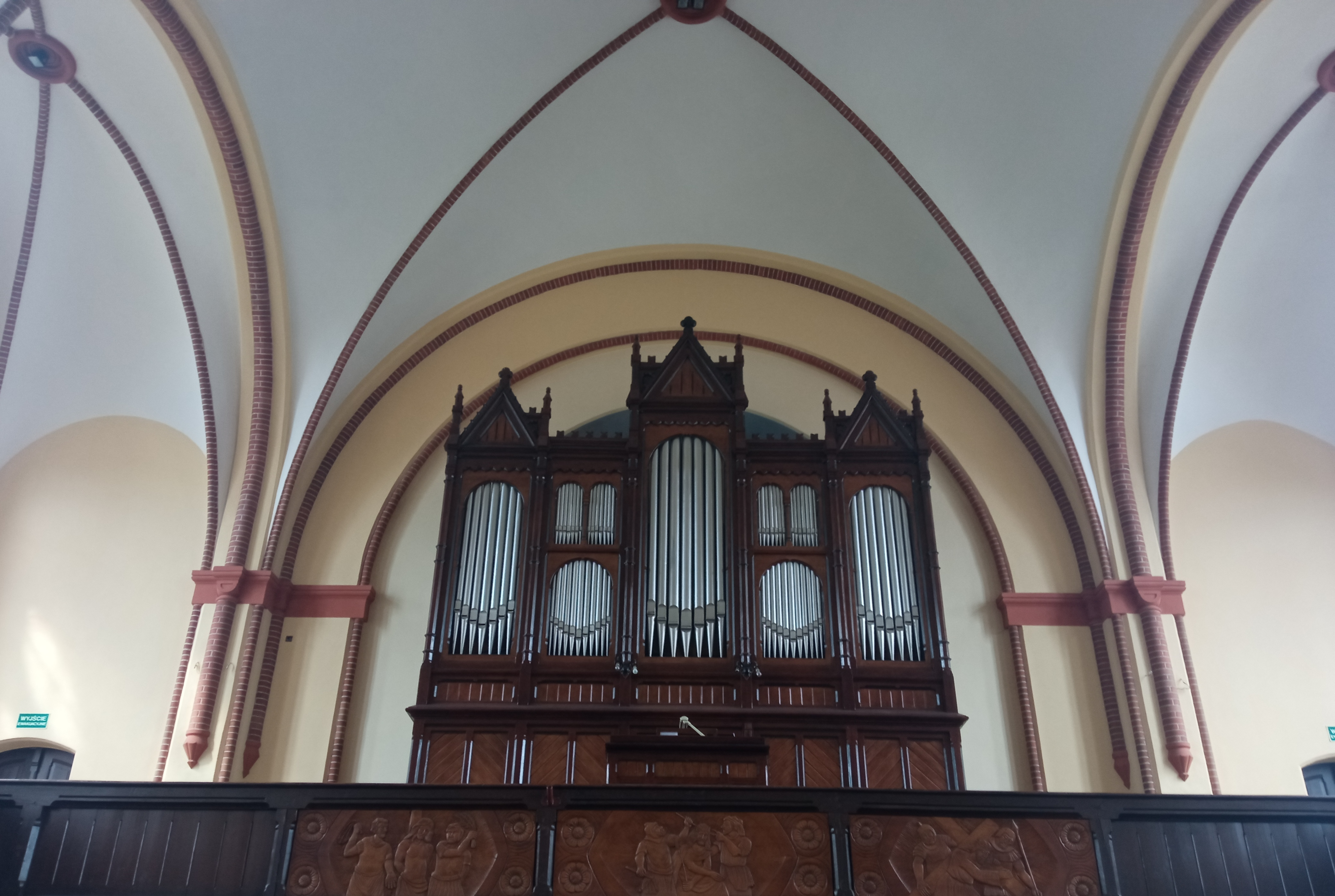
Orgel der evangelischen Kirche Schwetz

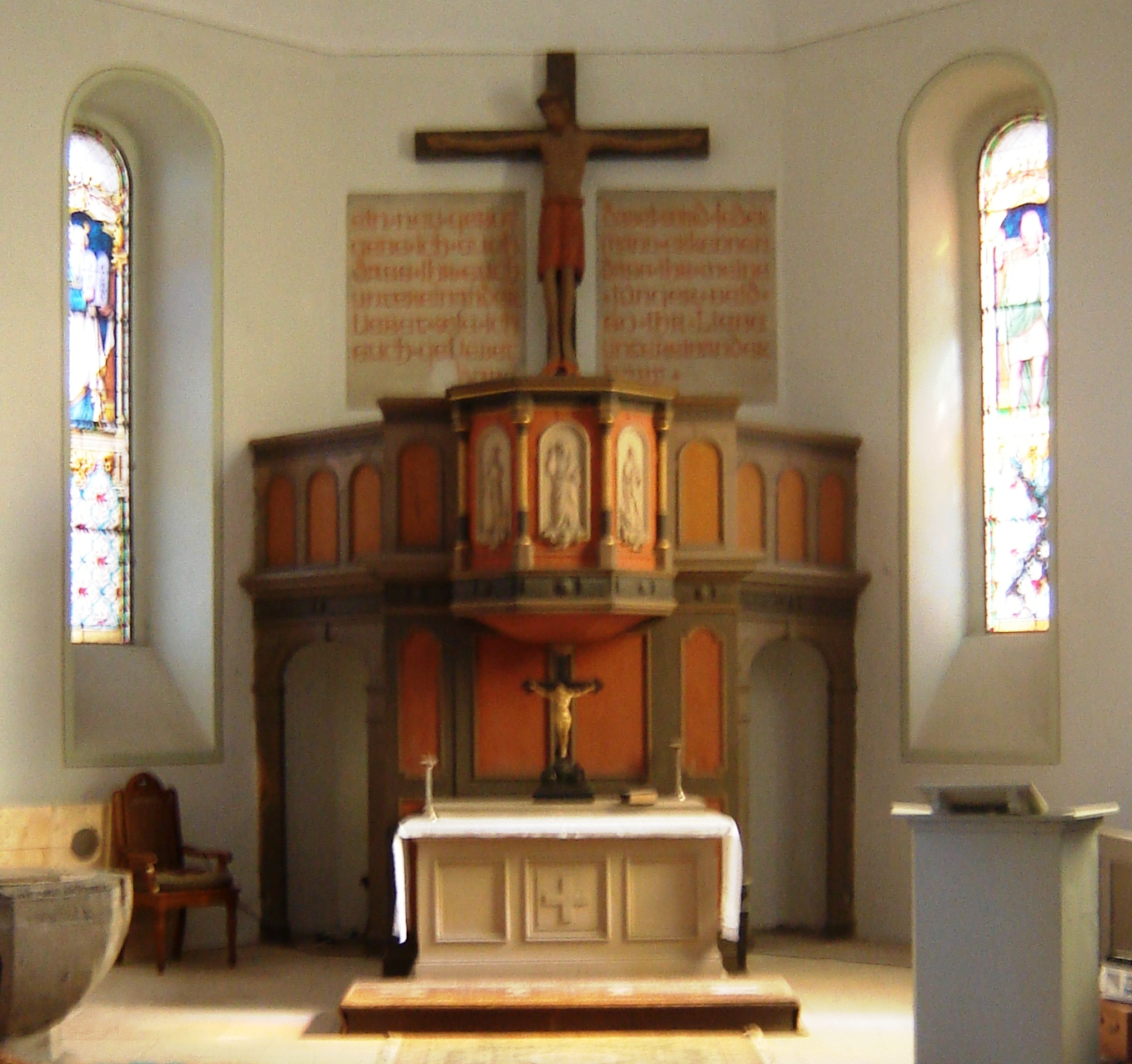
Kanzelaltar der St.-Stephanus-Kirche Unseburg

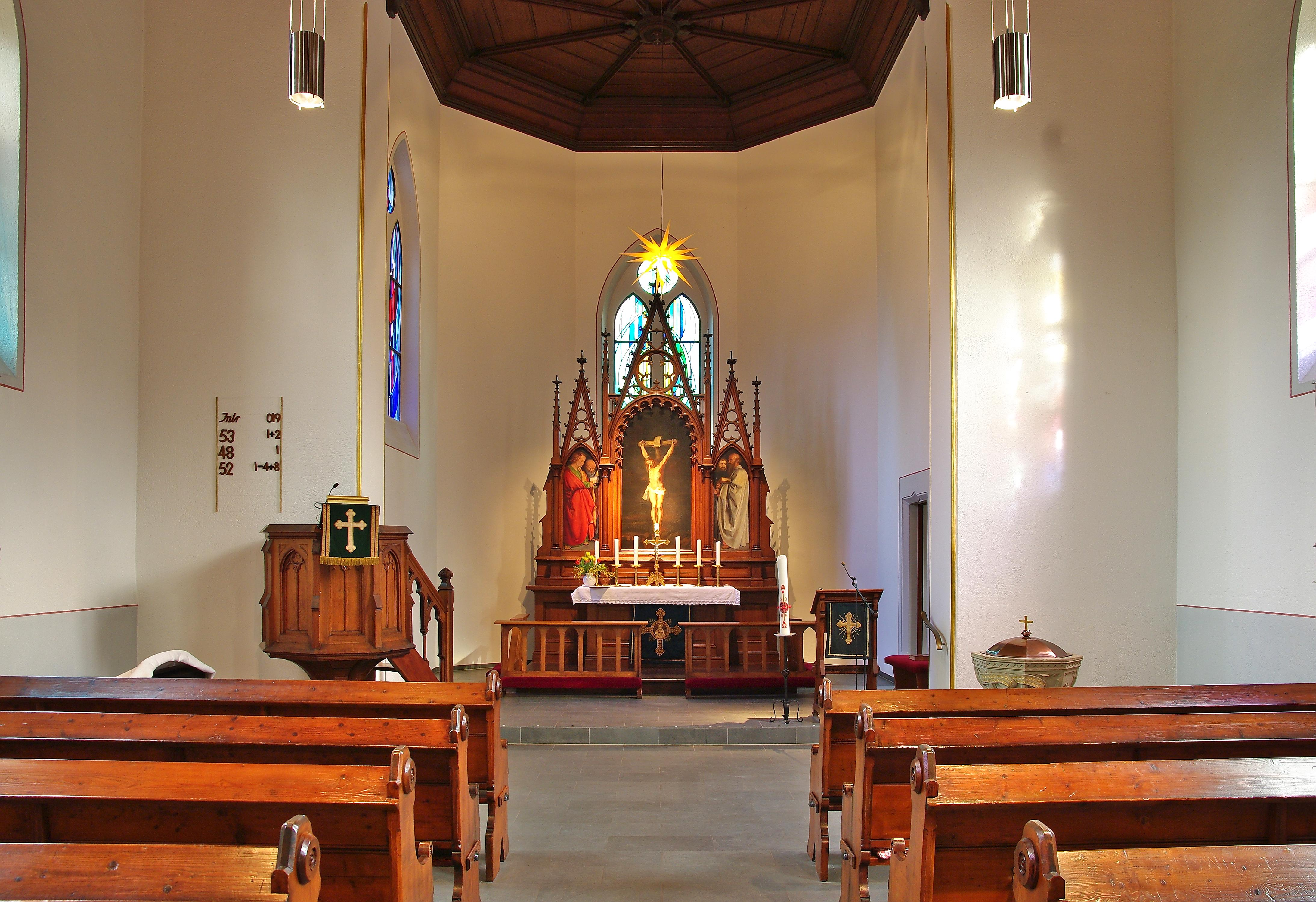
Innenansicht der Erlöserkirche Freiburg im Breisgau

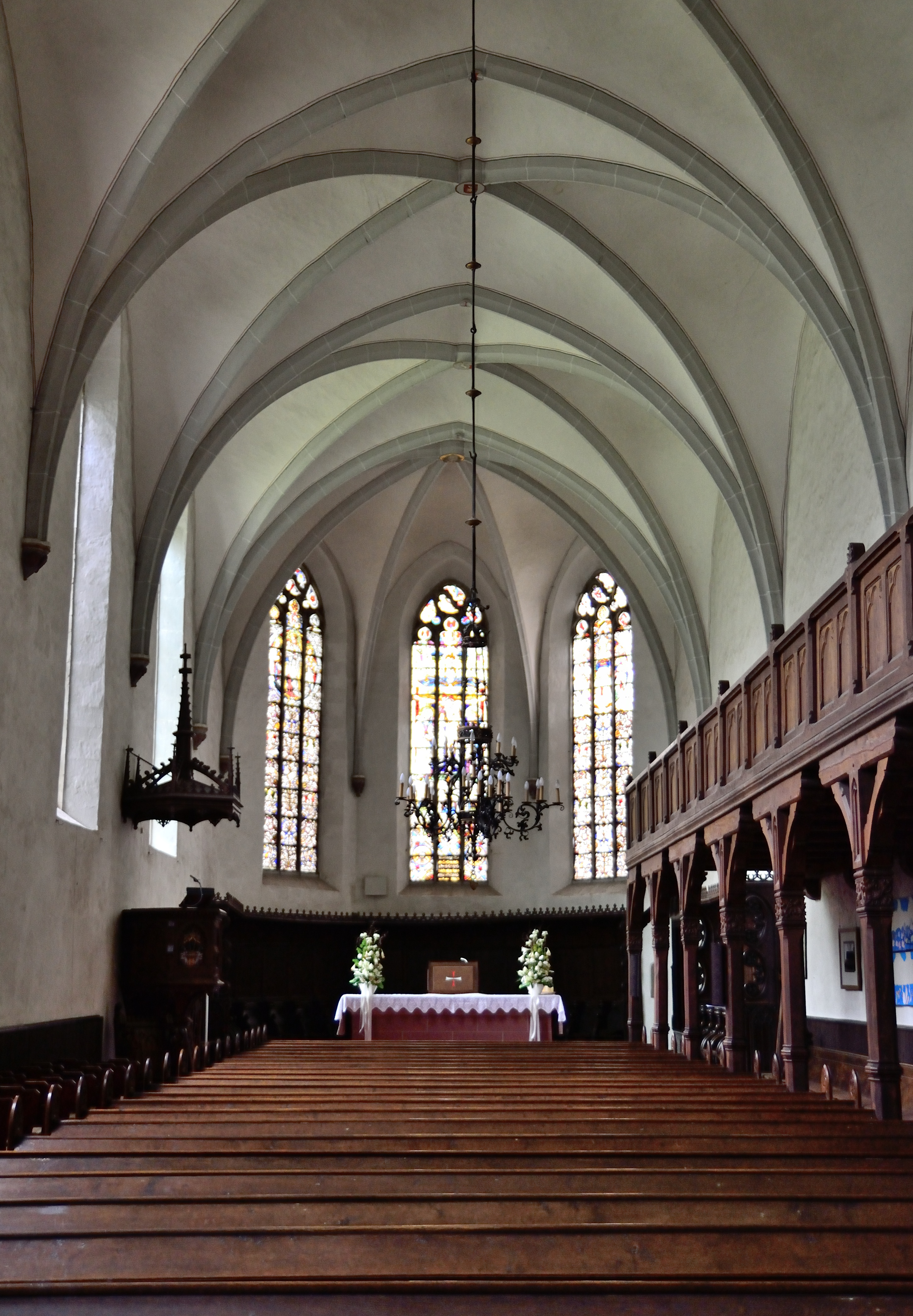
Innenansicht der Klosterkirche Falkenhagen

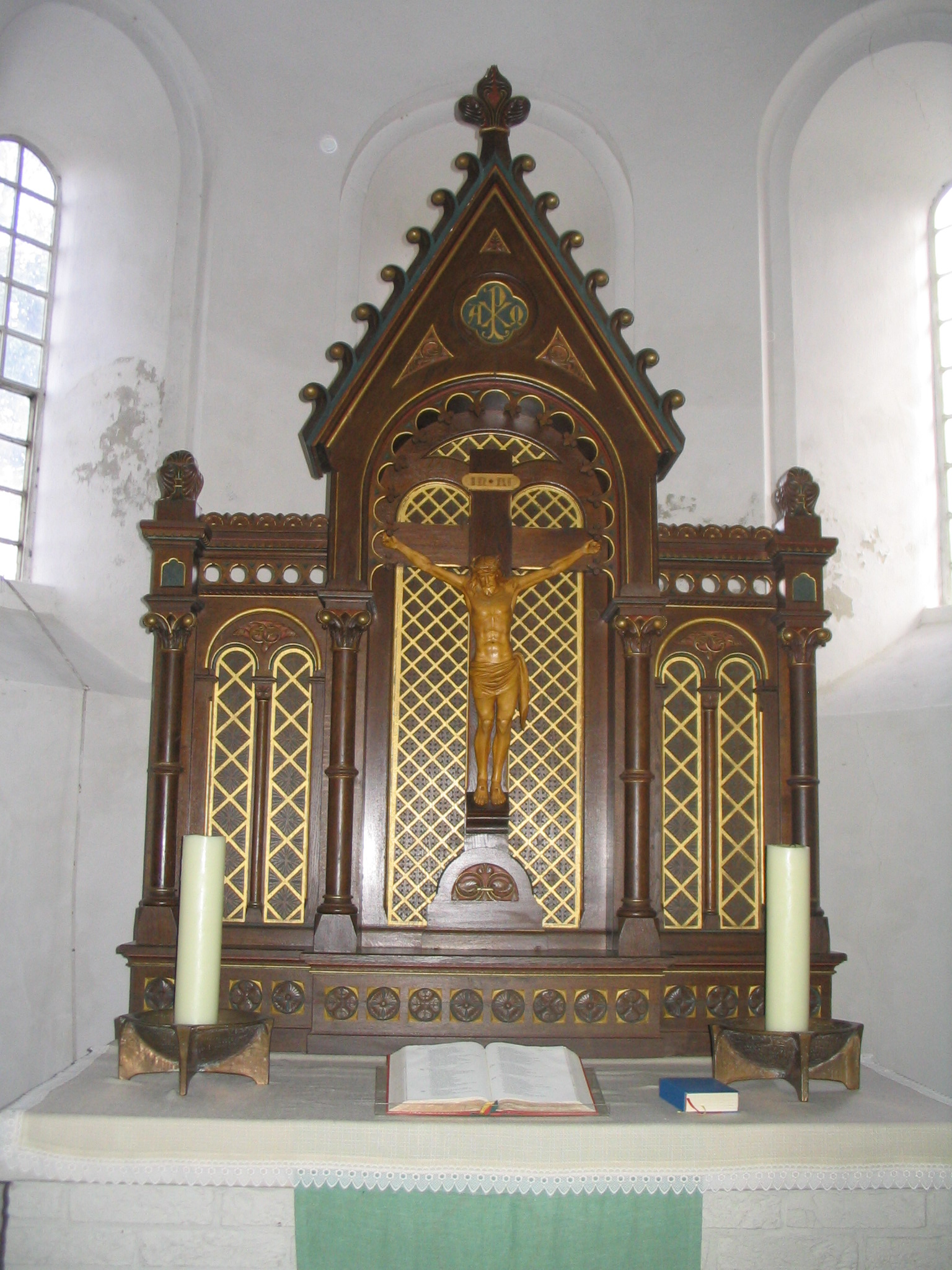
Altar der evangelisch-lutherischen Kirche Wiefels

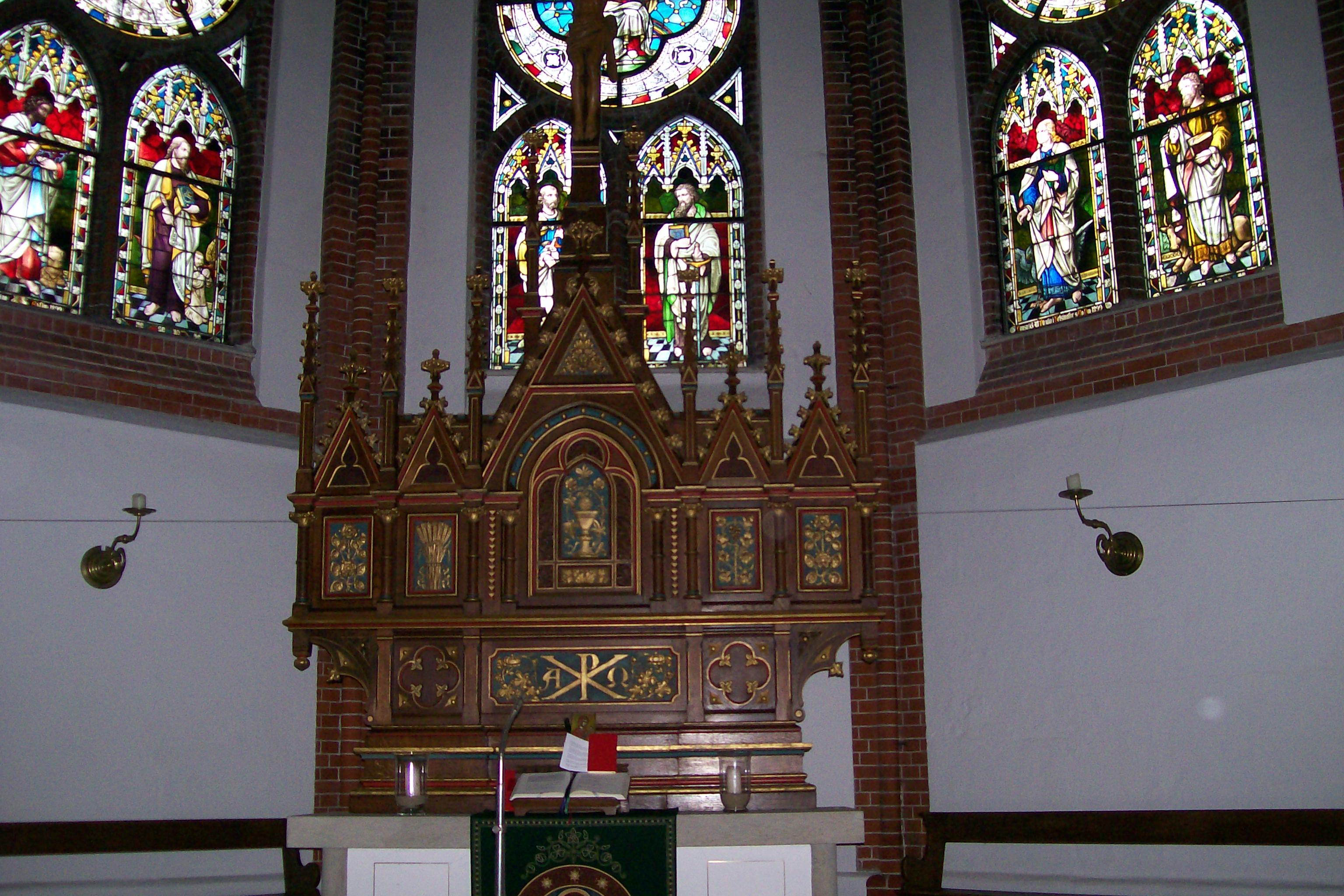
Altar der St.-Lorenz-Kirche Lübeck

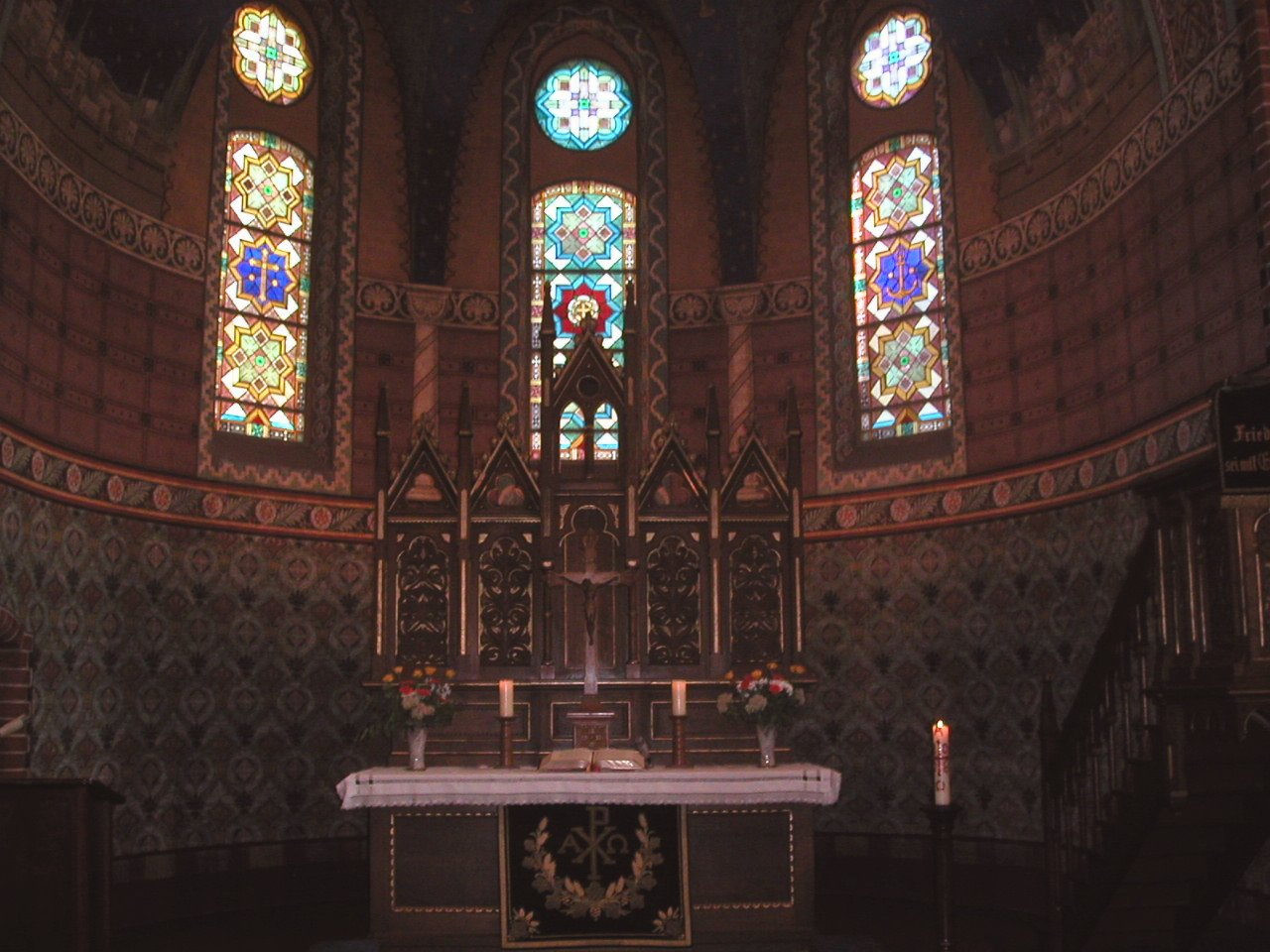
Altar der Verklärungskirche Adlershof

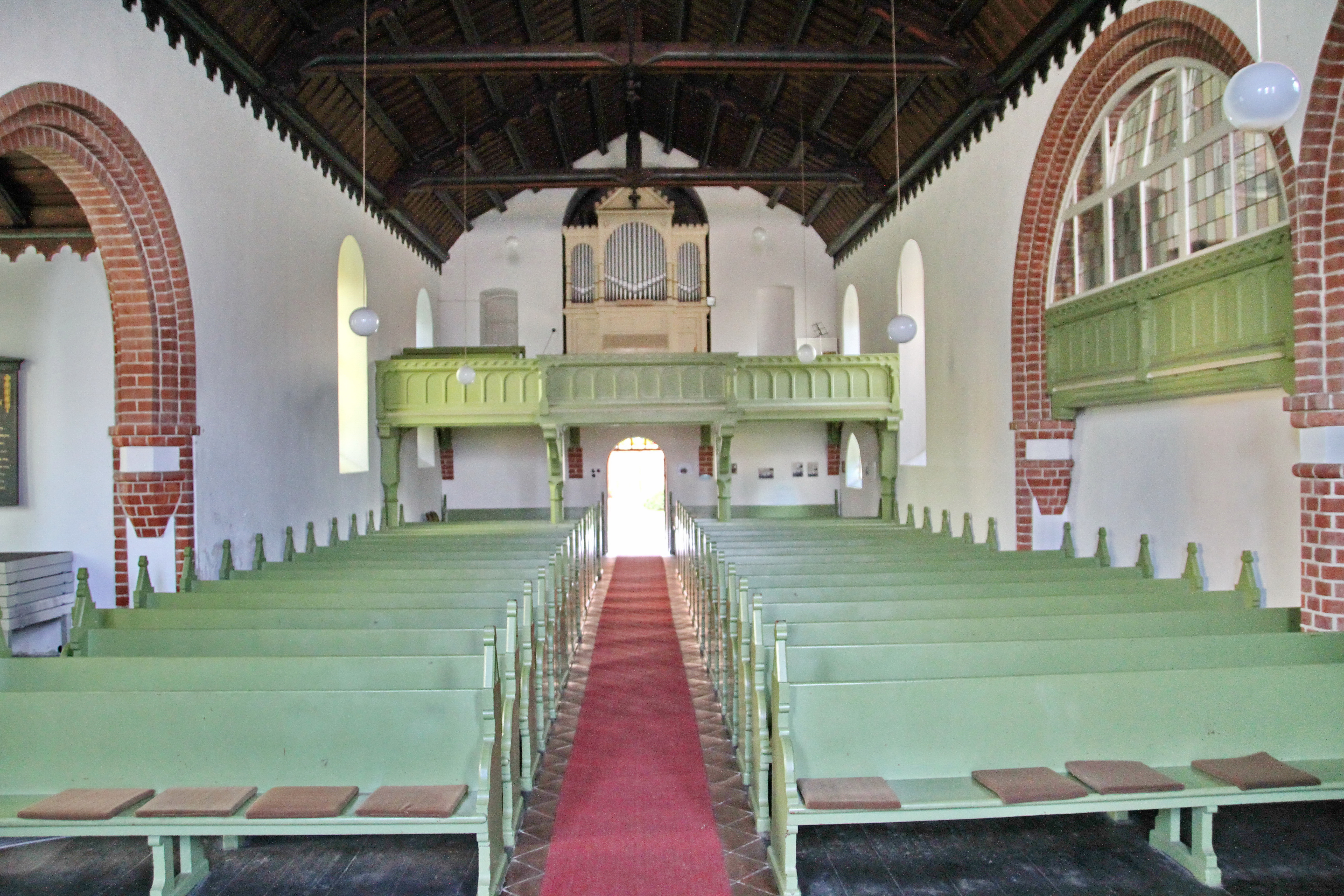
Innenansicht der Dorfkirche Deetz an der Havel

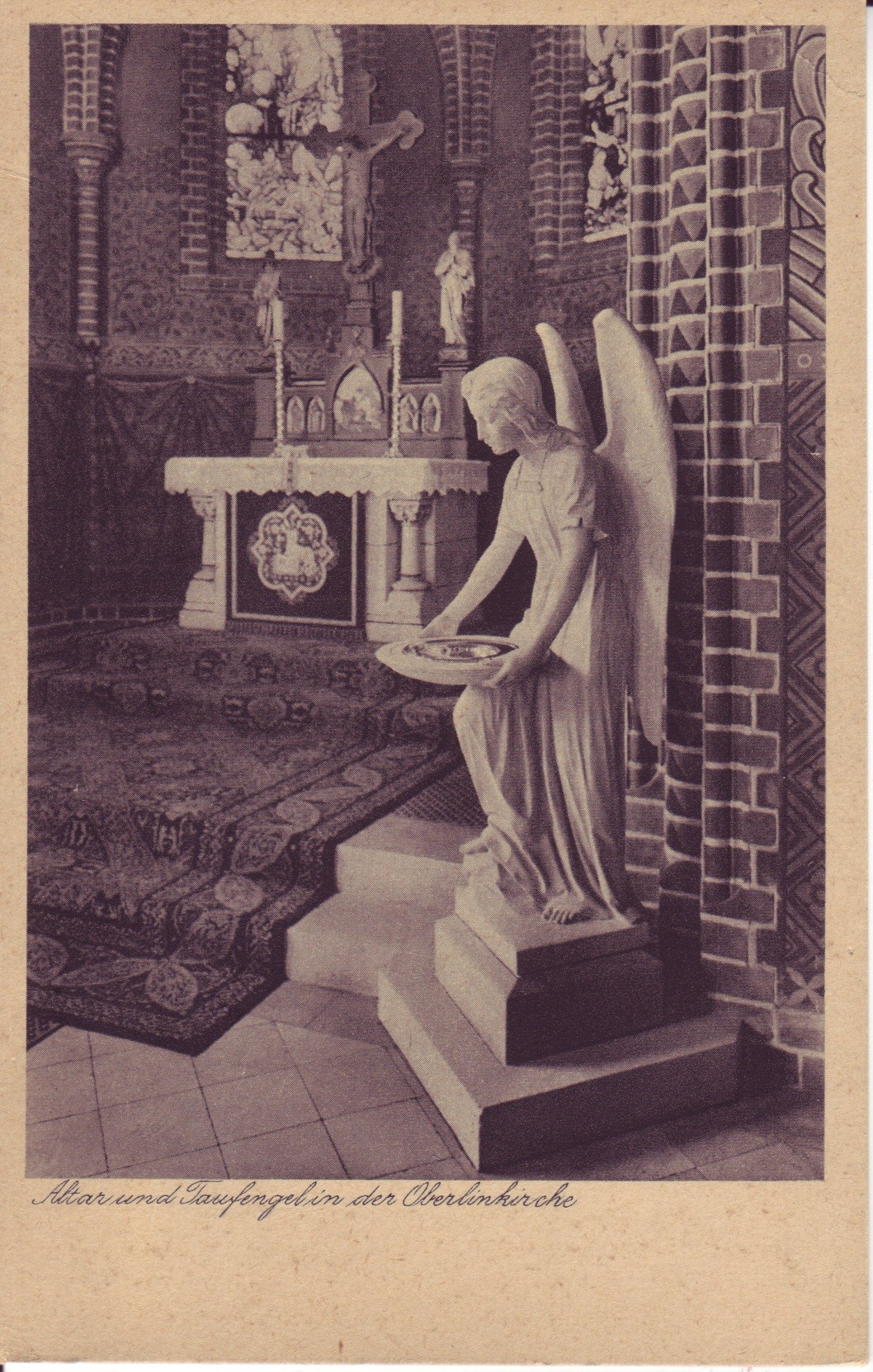
Blick in den Chor der Oberlinkirche Babelsberg

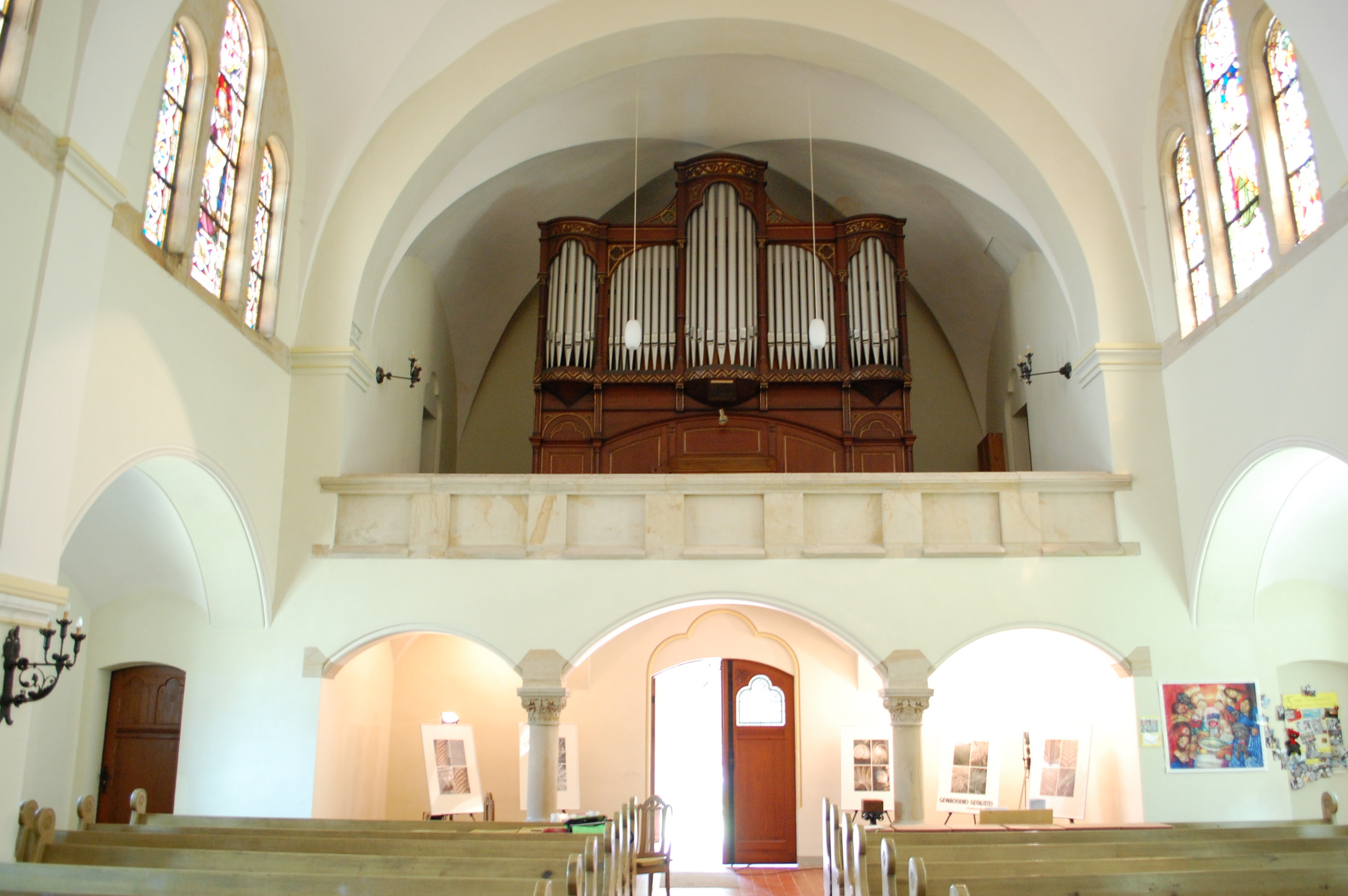
Orgel der St.-Johannis-Kirche Quedlinburg

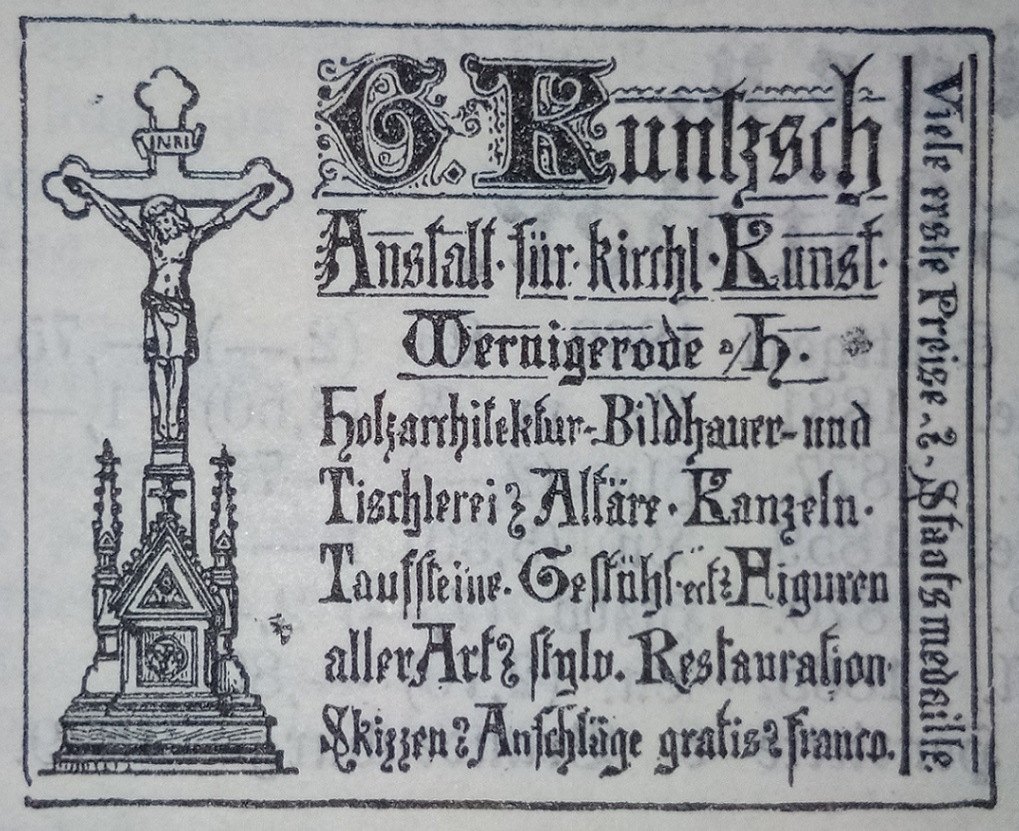
Werbeanzeige im Evangelischen Kirchenblatt für Schlesien (1901)

- 1875: Krummelsches Haus, Wernigerode: Schnitzarbeiten an der Vorderfront des Erdgeschosses.[72]
- 1876: St.-Sylvestri-Kirche Beaconsfield (Südafrika): Kruzifix.
 Anlässlich der Verabschiedung in den Ruhestand übergab Missionar Johannes Arndt 1927 der St.-Sylvestri-Kirche[73] in Beaconsfield ein von Gustav Kuntzsch geschaffenes Kruzifix, das er 1876 als Abschiedsgeschenk vom Missions-Frauen-Verein Wernigerode erhalten hatte.[12]
 Nachdem auf Grundlage des Group Areas Act von 1950 die Umsiedlung der St.-Sylvestri-Gemeinde erzwungen worden war, errichtete man in der Recreation Road in Kimberley einen Kirchensaal, die St. Sylvesters Lutheran Church, in der sich heute das Kruzifix (inzwischen lackiert und restauriert) befindet. Die Kirche von Beaconsfield wurde 1977 abgebrochen.[74]
- 1876: St.-Markus-Kirche München: Kruzifix mit lebensgroßem Körper.[75]
Im Zweiten Weltkrieg erlitt die Kirche erhebliche Schäden; 1945 standen von Gewölbe und Chorraum nur noch Mauerreste.[76]
- 1876: Dorfkirche Zühlen: Altar.
- Um 1876–1879: St.-Marien-Kirche Neuhaldensleben: Opferstöcke.[75]
Der Verbleib der Opferstöcke ist nicht bekannt.
- 1877: St.-Ambrosius-Kirche Sudenburg: Evangelistenreliefs für den Kanzelkorb.[75]
 Im Jahre 1959 erhielt die Kirche eine neue Kanzel; der Verbleib der alten Kanzel ist nicht bekannt.[77][78]
- 1877: Kirche Treseburg: Altarkreuz.
- 1877: St. Katharinen Wolmirstedt: Kruzifix über dem Altar und Kanzel mit Schalldeckel (Von der Kanzel existieren nur noch die Halbrelieffiguren.).
- Um 1877–1880 / 1936: Paul-Gerhardt-Kirche Schnarrtanne: Orgelgehäuse.
Die von Orgelbauer Emil Reubke, Hausneindorf, für einen unbekannten Standort geschaffene Orgel[79][80] wurde 1936 in der Schnarrtanner Kirche aufgebaut.
- 1878: Dorfkirche Schliecksdorf: Altar und Kanzel.[75]
- 1878: St.-Pankratii-Kirche Ströbeck: Inneneinrichtung der Kirche (Altar, Kanzel, Taufständer usw.).
- 1878: Ehemaliger Gasthof „Goldene Forelle“, Wernigerode: Gedenktafel zur Erinnerung an den Besuch von Johann Wolfgang von Goethe.[81]
- 1878: St.-Bartholomäus-Hospital Osterwieck: Bartholomäus-Figur.[82]
 Das 1954 von der Stadt Osterwieck übernommene Gebäude befindet sich heute im Privatbesitz, die Figur wurde im Zeitraum 1945 bis 1950 entfernt und zerstört.
- Um 1878: Kirche St. Johannes der Evangelist Pfützthal: Kanzel.[83]
- 1879: Dorfkirche Spören: Hochaltar, Leuchter und Lesepult (1881).[84]
 Von dem Altar, der im Zuge von Renovierungen in den 1950er Jahren entfernt wurde, existiert nur noch die Kreuzigungsgruppe (Kruzifix, Maria und Johannes).
- 1880: St.-Nicolai-Kirche Gutenberg: zwei Apostelfiguren (Petrus und Paulus).[75]
- 1880: Evangelische Kirche Kranz: Altar.
- 1881: Bergkirche Schierke: Kanzel, Kruzifix, Taufständer und Gestühl.
- 1881: Schloss Wernigerode: Kerbschnitzereien in den Brüstungsfeldern des Neorenaissancefachwerks am Saalbau und am sogenannten Holzhaus.
- 1881: St.-Nikolaus-Kirche Bräunrode: Altarkreuz.[75]
- 1881: St.-Stephani-Kirche Cochstedt: Kanzel.[85]
- 1881: St.-Martini-Kirche Halberstadt: Hochaltar.[86]
 Der Altar ist nicht erhalten.
- 1881: St. Agnus Köthen: Orgelgehäuse.[87]
- 1881: Dorfkirche Staats: Kanzel.
- 1881–1885: St.-Johannis-Kirche Wernigerode: Decke, Seitenschiffsverkleidung, Gestühl, Westempore und Orgelprospekt.[88][89][90][91]
Schenkung im Jahre 1893: Sammelbüchse in Holzschnitzerei für die Gaben zur Tilgung der Bauschulden.[92]
- 1882: Heraldisches Zimmer der heraldische Ausstellung in der Kunstbaracke in Berlin-Mitte: Möbel.[93]
- 1882: Museum für Kunst und Gewerbe Hamburg – Permanente Ausstellung –: Schrank aus Eichenholz mit Wappenschnitzereien.[94]
Der Schrank ist nicht erhalten.
- 1882: St.-Marien-Kirche Lebendorf: Orgelgehäuse.[75]
- 1882: St.-Mauritius-Kirche Zörbig: Altar.[75]
 Der Altar wurde 1936 entfernt und lagert heute – in Einzelteilen – in einer Turmetage der St.-Mauritius-Kirche.[95]
- 1883: St.-Annen-Kapelle Kötzschlitz: Lutherfigur und Widmungstafel.[75][96]
- 1883: St.-Pauli-Kirche Rathmannsdorf: Komplette Inneneinrichtung.[97]
- 1883–1887: St.-Sylvestri-Kirche Wernigerode: Altar,[98] Kanzel, Taufständer, Lesepultl, Gestühl, Lutherstatue, Orgelprospekt und sonstige Holz- und Schnitzarbeiten.[99]
 Der Altar wurde 1932 entfernt und durch einen im 15. Jahrhundert entstandenen Altar ersetzt, der bis 1751 in der Liebfrauenkirche und anschließend in der 1873 abgerissenen Nikolaikirche gestanden hatte.[100]
 Nachdem die zum 400. Geburtstag des Reformators hergestellte Lutherstatue vor etlichen Jahrzehnten in einem Nebengelass des Sylvestri-Kirchturms abgestellt worden war, kehrte sie nach Restaurierung zum Reformationsjubiläum 2017 in die Sylvestrikirche zurück.
 Wegen Unspielbarkeit erfolgte 1970 der Abriss der 1887 von Orgelbaumeister Friedrich Ladegast errichteten Orgel mit dem Kuntzschen Prospekt. 1971 wurde die von Balthasar Georg Christoph Jesse[101] erbaute Orgel von der baufälligen Peter-und-Pauls-Kirche Deersheim in die St.-Sylvestri-Kirche umgesetzt.
- 1883–1884: Basilika St. Georg & St. Pancratius Hecklingen: Altar, Kanzel, Gestühl und Orgelgehäuse.
- 1884: St.-Petri-Kirche Großmühlingen: Orgelgehäuse.
 Die 1995 beim Einsturz des Kirchendaches sehr stark beschädigte (zum Teil ausgelagerte) Orgel wartet noch auf ihre Restaurierung.
- 1884: St.-Kilians-Kirche Schackstedt: Kanzel, Nummerntafeln, Opferstöcke, Lesepult und Türen.
 Die Nummerntafeln sind nicht erhalten.
- 1884: Dorfkirche Warmsdorf: Komplette Inneneinrichtung.
 Die Kirche wurde 1974 entwidmet. Sie beherbergt heute eine Pension.[102] Über den Verbleib der Kuntzsch-Arbeiten ist nichts bekannt.
- 1885: St.-Nikolai-Kirche Baalberge: Altar, Kanzel, Taufbecken, Gestühl, Empore und Orgelprospekt.[103]
- 1885: Dorfkirche Danna: Altaraufsatz.
 Von dem Altaraufsatz sind nur noch Reste erhalten.
- 1885: Evangelische Kirche Klein Oschersleben: komplette Ausstattung, alle Holzarbeiten mit Malerei, Beleuchtungsgegenstände, Glasmalerei etc.[75]
- 1885: Evangelische Kirche Quetz: Orgelgehäuse.
 Die seit 1969 nicht mehr genutzte Kirche wurde Anfang 1988 aufgegeben und am 1. Juli 1988 gesprengt. Der Verbleib der vor der Sprengung ausgebauten Orgel ist nicht bekannt.
- 1885: St. Jakobi Schönebeck: Altar und Kanzel.
 Die Kuntzsch-Werke wurden 1938 teilweise entfernt bzw. zerstört und durch andere Arbeiten ersetzt, nur Altarsockel sowie Kanzeltreppe und -fuß blieben erhalten.
- 1885: Gutskirche Schönfeld (Bismark): Altaraufsatz.[104]
 2011 kaufte der Verein „Freunde der Gutskirche Schönfeld e. V.“ das 1976 von der Evangelischen Kirche aufgegebene Gotteshaus. Das Altarretabel wurde 2001 von Dieben auseinandergerissen und ist seitdem nicht mehr vollständig.[105]
- 1886: Dorfkirche Berkau: Altar, Kanzel, Predigerstuhl, Taufständer, Gestühl, Türen, Nummerntafeln, Opferstöcke und Orgelgehäuse.[75]
- 1886: Königliche Augustaschule, Berlin-Kreuzberg: komplette Ausstattung der Aula.[75]
 Das Schulgebäude wurde 1915 von der Berliner Justiz übernommen, nachdem die Königliche Augustaschule einen Neubau in Berlin-Schöneberg bezogen hatte.
- 1886: Herzogliches Landgericht Dessau: Ausstattung der Sitzungssäle.[75]
 Am 7. März 1945 wurde das Haus bei einem Bombenangriff zerstört. Fünf Jahre später begann der Wiederaufbau. Im Gebäude ist heute das Finanzgericht des Landes Sachsen-Anhalt untergebracht.
- 1886: Dorfkirche Deutsch: Altar, Kanzel, Predigerstuhl, Nummerntafeln.
 Der Altar ist nicht erhalten.
- 1886: St. Matthäi Glinde: Altar und Kanzel.
- 1886: Französisch-reformierte Kirche Magdeburg: Gestühl und Taufständer.[75]
Bei Bombenangriffen am 16. Januar 1945 wurde die kleine Kirche völlig zerstört. Trotz vieler Proteste erfolgte am 20. Oktober 1960 die Sprengung der Ruine.
- 1886: St. Marien Minden: Altaraufsatz.
 In den 1950er Jahren der Christuskirche Todtenhausen übergeben (Von dem Altar existieren nur noch das Kruzifix und zwei Figuren.).[106]
- 1886: Lindenhofskirche Neinstedt: Altar, Kanzel und Orgelgehäuse.[107]
- 1886: Evangelische Kirche Ruhlsdorf: Altar und Kanzel.[75]
- 1886: St.-Georg-Kirche Warnstedt: Nummerntafeln.[75]
 Die Nummerntafeln sind erhalten, jedoch nicht mehr in Benutzung.
- 1887: Evangelische Kirche Amesdorf: Altar, Kanzel, Orgelgehäuse, Taufständer, Gestühl und Nummerntafeln.[75]
- 1887: St.-Johannis-Kirche Barby: Kanzel, Orgelgehäuse und Nummerntafeln.
- 1887: St.-Hedwigs-Kirche Berlin-Mitte (seit 1930: St.-Hedwigs-Kathedrale): Abschlusswände und reich geschnitztes Gestühl.[75]
Das 1930 zur Kathedrale erhobene Gotteshaus brannte 1943 nach einem Bombentreffer bis auf die Umfassungsmauern aus. Die Wiederherstellung erfolgte von 1952 bis 1963.
- 1887: Evangelische Kirche Gerbitz[108]: komplette Ausstattung der Kirche.
- 1887: St.-Katharina-Kirche Mitteledlau: Orgelgehäuse.[75]
- 1887: St.-Petrus-Kirche Petersmark: Altarkreuz, Taufständer und Nummerntafeln.[75]
- 1887: St.-Stephanus-Kirche Schleibnitz: Altar, Kanzel, Gestühl und Opferstöcke.
- 1888: Schlosskirche Sankt Aegidien Bernburg: Altar, Kanzel, Orgelgehäuse, Gestühl, Emporen, sonstige Einrichtung und Malerei sowie Ausstattung der Sakristei und Taufkapelle.
 Alle neugotischen Ausstattungsteile wurden 1970 bei einer Umgestaltung des Innenraumes entfernt und größtenteils zerstört. Erhalten blieben das (Altar-)Kruzifix und die geschnitzten Bilder der Kanzel.[109]
- 1888: St.-Jakobi-Kirche Chemnitz: Orgelgehäuse.[75][110][111]
Die 1888 von Orgelbauer Friedrich Ladegast, Weißenfels, gebaute Orgel wurde 1912 durch einen Neubau der Firma Jehmlich Orgelbau, Dresden, ersetzt, ob unter Wiederverwendung des alten Orgelgehäuses, ist nicht gesichert.[112][113]
Die Kirche wurde im Zweiten Weltkrieg fast vollständig zerstört. Der Wiederaufbau des Langhauses erfolgte in den Jahren 2004 bis 2009.[114]
- 1888: Erbprinzliches Palais Dessau: Mobiliar und Schnitzereien.
 Das Palais wurde 1927 abgerissen, die Stadt hatte keine Verwendung für den großen Repräsentationsbau.
- 1888: St.-Nikolai-Kirche Langenstein: Altar, Kanzel und Gestühl.[75]
 Da die Kirchengemeinde eine Sanierung der Kirche nicht finanzieren konnte, wurde sie – bedingt durch das damalige politische System – im August 1977 gesprengt. Die Kunstgüter hat man „umgelagert“, der Altar und die Kanzel kamen in die St.-Martin-Kirche in Anderbeck.[115]
- 1888: Kirche Thurau: Kanzel.[75]
 In den 1990er Jahren wurde die Kanzel der seit den 1970er Jahren nicht mehr gottesdienstlich genutzten Thurauer Kirche an die evangelische Kirche in Reppichau abgegeben.
- 1888: Dorfkirche Zemnick: Kanzel.
 In den 1970er Jahren wurde die Kanzel entfernt, 2007 mit neuem Kanzelfuß wieder aufgestellt.[116]
- 1889: St.-Eustachius-Kirche Atzendorf: Orgelgehäuse.
- 1889: Hospital und Siechenhaus mit angegliederter Kapelle in Berlin-Prenzlauer Berg: zwei Altäre, eine Kanzel und Nummerntafeln.[75]
Die Kuntzschen Arbeiten sind nicht erhalten. Das Bezirksamt Pankow und das Bürgeramt Prenzlauer Berg nutzen heute den Gebäudekomplex.
- 1889: Trinitatiskirche Braunlage: Altaraufsatz mit Kruzifix, Kanzel, Tauftisch, zwei Nummerntafeln und drei Opferstöcke.[117][118]
- 1889: St.-Severus-Kirche Krottorf: komplette Ausstattung der Kirche.
- 1889: Dom St. Nikolaus Stendal: Altar.[119][120][121][122]
 Ende der 1940er / Anfang der 1950er Jahre wurde der Altar entfernt.[123]
- 1890: St.-Katharinen-Kirche Gutenswegen: Altar, Kanzel, Opferstöcke, Nummerntafeln, Lesepult.
 Nachdem 1972 ein Sturm Teile des Kirchendaches zerstört hatte, wurde das Gebäude dem Verfall preisgegeben. In den 1990er Jahren begann der Wiederaufbau. Nicht mehr erhalten sind die Opferstöcke.
- 1890: St.-Sebastian-Kirche Lemsdorf: Altar und Kanzel.
- 1890: St.-Nicolai-Kirche Osterburg: Altarkreuz.
 Das Altarkreuz wurde im Rahmen der Purifizierung[124] in den 1950er Jahren beseitigt und befindet sich heute in einem restaurierungsbedürftigen Zustand in einem Abstellraum der Kirche.
- 1890: Evangelische Kirche Schladen: Altar, Patronatsgestühl, Taufständer und Nummerntafeln.[75][50]
- 1890: St.-Petri-Kirche[125] Staßfurt: Kanzel, Altar, Orgelgehäuse, Lesepult und Nummerntafeln.
- 1890: St. Sebastian Samswegen: Altar, Kanzel und Orgelprospekt.[126]
- 1890: Haus Friedrich Pfannkuchen, Marktstraße 1, Wernigerode: Wohnzimmermöbel.
 Die Herstellung der Möbel erfolgte unter Verwendung der kunstvollen Intarsien aus der Decke der Kemenate des ungenutzten Nebenhauses.
 Um 1986 wurden die Möbel – bis auf eine Truhe – vom Bereich Kommerzielle Koordinierung (KoKo) der DDR zwecks Devisenbeschaffung in die Niederlande verkauft.[127]
- 1891: Gnadenkirche Bedra: Lesepult.[75]
 Das Lesepult befindet sich heute in der Dorfkirche Schortau.
- 1891: Friedenskirche Berlin-Gesundbrunnen: Altar, Kanzel, Lesepult und Taufständer.[128][129]
 Altar und Kanzel (Schalldeckel nicht mehr vorhanden) wurden aus dem Kircheninnern entfernt und eingelagert, nachdem die evangelische Landeskirche die Friedenskirche 1990 an die Serbisch-Orthodoxe Kirche verkauft hatte. Die Kirche erhielt den Namen Kirche des Heiligen Sava.
 2003 wurde der Altar an die evangelische Kirche Neu Zittau abgegeben.
 Nach einer vorübergehenden Nutzung im damaligen Gemeindehaus Frieden in der Wolliner Straße erhielt die Himmelfahrtkirche Berlin-Gesundbrunnen 1998 im Zuge des Fusionsprozesses der Kirchengemeinden Frieden und Himmelfahrt das Lesepult und den Taufständer.[129]
- 1891: Stadtkirche Biedenkopf: Kanzel mit Schalldeckel.[130][131]
- 1891: St.-Arnold-Kirche Breitungen: Bibelpult.[132]
- 1891: Dorfkirche Demker: Altar, Kanzel, Gestühl, Nummerntafeln und Orgelgehäuse.[75]
- 1891: Evangelische Kirche Glowitz: Kanzel und zwei Altäre.[133][75]
- 1891: Gemeinsaal Gnadau: Orgelgehäuse.
- 1891: Evangelische Kirche Hundsfeld: Altar, Kanzel und Nummerntafeln.
 Die Kirche wurde im Zweiten Weltkrieg während der Breslauer Festungszeit gesprengt und in der Folgezeit nicht wieder aufgebaut. Einzelne Ausstattungsgegenstände wurden beim Wiederaufbau der seinerzeit ebenfalls zerstörten katholischen Kirche St. Jakob und St. Christoph verwendet. In der Kirche ist noch heute der von Kuntzsch geschaffene Altar zu sehen.[134]
- 1891: Dorfkirche Kerkuhn: Altar, Kanzel mit Predigerstuhl, Taufständer, Opferstöcke, Lesepult und Nummerntafeln.[75]
 Bis auf das Lesepult, dessen Verbleib nicht bekannt ist, sind alle Kuntzsch-Arbeiten erhalten.
- 1891: Evangelische Kirche Obernitz: Altar, Kanzel und Gestühl.
- 1891: St.-Veit-Kirche Schwittersdorf: Kanzel, Empore, Gestühl und Orgelgehäuse.
- 1892: St.-Mauritius-Kirche Berlin-Lichtenberg: Altar und Kanzel.[135]
 Im Zuge der Erweiterung der Kirche wurde der Altar 1908 durch einen neuen, größeren ersetzt, der Verbleib ist unbekannt.[136] Die Kanzel stand bis zur Umgestaltung nach dem II. Vatikanum in der Kirche und ist wahrscheinlich 1965 vernichtet worden.
- 1892: Erlöserkirche Berlin-Rummelsburg: Kanzel, Nummerntafeln und Opferstöcke.
- 1892: Rathaus Schöneberg (altes Rathaus), Berlin-Schöneberg: Ausstattung der Sitzungssäle und des Festsaals.
 Das nach Fertigstellung des neuen Rathauses am Rudolph-Wilde-Platz (heute: John-F.-Kennedy-Platz) im Jahr 1914 anderweitig genutzte Gebäude wurde im Zweiten Weltkrieg zerstört.
- 1892: St.-Lamberti-Kirche, Dahlenwarsleben: Kanzel.
- 1892: St.-Petrus-Kirche Großalsleben: Altar.
- 1892: Dorfkirche Mühlstedt: Altar.[137][138]
- 1892: St.-Johannis-Kirche Natho: Altar.[139]
- 1892: St.-Marien-Kirche Roßlau: Schalldeckel.
- 1892: Evangelische Kirche Virchow: Orgelgehäuse.
- 1893: Lutherkirche Frankfurt am Main: Altaraufsatz und Mobiliar der Sakristei.
 Die Kirche wurde durch Luftangriffe im Zweiten Weltkrieg nahezu vollständig zerstört. Aus der Ruine konnten nur der Altar und der Torso des Kruzifixus geborgen werden. Beide sind heute in der Kapelle der wiederaufgebauten Lutherkirche zu sehen.
- 1893: Evangelisch-lutherische Kirche Emern: Altar.
 Der neugotische Altaraufsatz wurde bei Kämpfen zwischen deutschen und amerikanischen Truppen im April 1945 zerstört und bis 1951 originalgetreu wieder hergestellt.[140]
- 1893: Neue Nazarethkirche Berlin-Wedding: Kanzel (Nur der plastische Figurenschmuck ist erhalten.).[141][142][143]
 Seit 1993 ist die Evangelisch Freikirchliche Gemeinde Gottes Berlin Eigentümerin der Kirche.
- 1893: St.-Sebastian-Kirche Berlin-Gesundbrunnen: Altäre und Orgelprospekt.[144][145][146]
 Die Kuntzsch-Arbeiten sind nicht erhalten, soweit man sie nicht im Rahmen der Neugestaltung des Innenraumes in den Jahren 1929 und 1938/1938 entfernt hatte, wurden sie in der Nacht zum 23. November 1943 von zahlreichen Brandbomben zerstört. Die Kirche wurde von 1946 bis 1950 wiederhergestellt.
- 1893: St.-Stephanus-Kirche Halle (Saale):[147] Altaraufsatz, Kanzel mit Schalldeckel und Orgelprospekt.[66][148]
 Nach dem Zweiten Weltkrieg wurde die Kirche profaniert, bis Juni 2014 als Lager der Universitätsbibliothek genutzt und steht zurzeit leer.
- 1893: Bahnhof Halle (Saale): Ausstattung des Fürstenzimmers.[149]
- 1893: St.-Eustachius-Kirche Irxleben: Altar, Kanzel, Orgelgehäuse, Taufständer und Gestühl.[75]
- 1893: St.-Petri-und-Pauli-Kirche Jersleben: Kanzel.
- 1893: Dorfkirche Jütrichau: Altar, Kanzel, Taufständer und Orgelgehäuse.
- 1893: St.-Ulrich-Kirche Sangerhausen: Kanzel.
 Die Kanzel wurde 1948/1949 im Zuge einer Renovierung aufgrund starken Holzwurmbefalles entfernt; einige wenige Teile sind erhalten.
- 1894: Evangelische Kapelle Beuel: Kanzel.[75]
 In den 1950er Jahren erhielt der Chorraum eine neue, schlichte Ausstattung. Die Kanzel wurde entfernt; der Verbleib ist nicht bekannt.[150]
 Seit dem 19. Mai 1985 trägt die Kapelle den Namen Versöhnungskirche.[151]
- 1894: Dorfkirche zu Bias: Altar.[152][153]
- 1894: St.-Jakobi-Kirche Luckenwalde: Kanzel mit Schalldeckel und Orgelprospekt.[154]
- 1894: Pfingstkapelle[155] Potsdam – Nauener Vorstadt: Kanzel, Lesepult, Taufstock, Altaraufsatz (in den 1960er Jahren entfernt) und Kaiserloge.[156][157][158][159][160][161]
- 1894: St.-Leonhard-Kirche Groß Möringen: Altaraufsatz.[162][163]
- 1894: St.-Johannes-Kirche Saalfeld/Saale: Altar, Kanzel, Lesepult und Taufständer.[75]
 Der Altar wurde bereits vor dem Zweiten Weltkrieg entfernt; über den Verbleib ist nichts bekannt.
- 1894: Evangelische Kirche Schwetz:[164] Orgelgehäuse.[75][165]
- 1894: St.-Stephanus-Kirche Unseburg: Kanzelaltar[166]
- 1894: St.-Katharinen-Kapelle Westfeld: Altar[167]
- 1895: Dorfkirche Wittenmoor: Altar, Kanzel, Taufstock, Lesepult, Gestühl und Orgelgehäuse[168]
- 1895: St.-Jacobi-Kirche Wanzleben: Stuhlwangen[169]
- 1895: Erlöserkirche Freiburg im Breisgau: Kanzel und Altaraufsatz
- 1895: Gnadenkirche Berlin-Mitte: Figur eines Knappen, der das Hohenzollern-Schild trug.[170][171][172]
 Im Zweiten Weltkrieg wurde die Kirche zerstört.
- 1895: St.-Elisabeth-Kirche Berlin-Mitte: Altar, Kanzel und Nummerntafeln.[75]
 Die Kirche wurde 1945 bei einem Luftangriff von Brandbomben getroffen und brannte komplett aus. 1991 begann die Wiederherstellung der St.-Elisabeth-Kirche, die heute nicht mehr ausschließlich für Gottesdienste genutzt wird.
- 1895: Kaiser-Friedrich-Gedächtniskirche Berlin-Tiergarten: Orgelprospekt.[173][174]
 Im Zweiten Weltkrieg wurde die Kirche zerstört. Auf den alten Grundmauern errichtete man in den 1950er Jahren eine neue Kirche.
- 1895: Johanneskirche Dortmund: Kanzel aus Eichenholz und Nummerntafeln.[175][176][177][178][179]
Im Zweiten Weltkrieg brannte die Kirche fast vollständig nieder. Erhalten ist nur noch der Kirchturm ohne seinen einst hohen, spitzen Helm.[180]
- 1895: Dankeskirche Hamburg-Hamm: Altar.
 In der Nacht vom 25. auf den 26. Juni 1943 wurde die Kirche bei einem Bombenangriff zerstört.
- 1895–1896: Kaiser-Wilhelm-Gedächtnis-Kirche Berlin-Charlottenburg: Gestühl der Empore über der Kaiserloge, Einrichtung der Sakristei sowie Holzschnitzereien.[181]
 Bombenangriffe zerstörten die Kirche im November 1943. Von 1959 bis 1961 wurde ein neuer Kirchenbau unter Einbeziehung der Turmruine errichtet.
- 1896: Burg Dankwarderode Braunschweig: Schrank in Eichenholz mit Bildschnitzarbeit und Eisenbeschlägen.[182][183]
- 1896: Reiherstiegkirche Hamburg-Wilhelmsburg: Altar, Kanzel, Taufbeckenträger, Lesepult und Kruzifix.[184][185]
 Im Zweiten Weltkrieg wurde das Kirchenschiff völlig zerstört. In den 1950er Jahren kommt es zum Wiederaufbau der Kirche, die seither den Namen Emmauskirche trägt.
- 1896: Dom St. Peter und Paul Brandenburg an der Havel: Gestühl der „Bunten Kapelle“[186] (Heute ist die Kapelle nicht mehr bestuhlt; der Verbleib des neugotischen Gestühls ist nicht bekannt.).
- 1896: Kirche Schernebeck: Altaraufsatz und Kanzel.[187]
- 1896: Dorfkirche Könnigde: Kanzel und den Altaraufsatz.[187]
- 1896: Pauluskirche Magdeburg: Orgelprospekt.
- 1896: Villa Sanitätsrat Dr. Bertheau, Hasserode: Decken- und Wandverkleidungen.[66]
 Heute dient das 1928 von der Stadt Wernigerode erworbene Gebäude unter dem Namen Villa Sonnenschein als Kindertagesstätte.
- 1897: Klosterkirche Falkenhagen: Kanzel.[188]
- 1897: Diakonissenkirche Frankfurt am Main: Altar mit Kreuzigungsgruppe und Kanzel.[189][66]
Die Kirche wurde im Zweiten Weltkrieg bei den Luftangriffen auf Frankfurt zerstört. Allein erhalten blieb die Kreuzigungsgruppe, diese wurde während des Krieges in einem Bergwerk aufbewahrt. Heute befindet sie sich an der Wand des südlichen Seitenschiffs der neuen Diakonissenkirche.
- 1897: Kirche Wiefels: Altar.[190][191][192][193][194][195][196][197][198]
- 1897: Katharinenkirche Stendal: Altar für die Westempore.[123]
 Wegen baulicher Mängel musste das Gotteshaus 1962 geschlossen werden. Von 1985 bis 1994 wurde die ehemalige Klosterkirche zu einem Konzertsaal umgebaut.
- 1898: Dorfkirche Neuenhagen bei Berlin: Kanzel und Altar.[199]
- 1898: Hof- und Garnisonkirche Potsdam: Gestühlswangen und Emporenbrüstungen.[200][201]
 Das Innere des Kirchenschiffs brannte 1945 nach einem Luftangriff aus, der Turm stürzte teilweise in sich zusammen. Die Kirchenruine wurde 1968 gesprengt.
- 1898: Dorfkirche in Trebitz: Kanzel.[202][203]
- 1899: Ulrichskirche Magdeburg: Taufständer aus Eichenholz.
Bei Bombenangriffen am 16. Januar 1945 wurde die Kirche getroffen, die Fassade und die Türme blieben stehen. Der Taufständer ist vermutlich verbrannt. Der Wiederaufbau der Ulrichskirche wäre möglich gewesen, dennoch kam es am 5. April 1956 zur Sprengung der Ruine.
- 1899: Bethlehemkirche Neuendorf: Altarretabel, Kanzel und Orgelprospekt.[204][205][206]
 Im Zweiten Weltkrieg beschädigen mehrere Bombentreffer die Kirche schwer. Die Sprengung der Ruine erfolgte 1952.
- 1899: Evangelische Kirche Oberwesel: Altar.[207]
- 1899: Preußisches Abgeordnetenhaus, Berlin-Mitte: Holzdecken, Paneele und Möbel.[208][209][210]
 Heute dient das Gebäude als Berliner Abgeordnetenhaus.

### Firma Gustav Kuntzsch, Inhaber: Friedrich Grahmann und Georg Maletz
- 1900: St.-Marien-Kirche Bellingen: Altar, Orgelgehäuse und Gestühl.[75]
- 1900: St.-Lorenz-Kirche Lübeck: Kanzel und Altar (Die Kanzel ist nicht erhalten.).
- 1900: Verklärungskirche Berlin-Adlershof: Altar und Kanzel.[211][212][213][214][215][216]
- 1900: Golgatha-Kirche Berlin-Mitte: Kanzel.[217][218][219][220][221]
- 1900: St.-Petri-Dom Schleswig: Altar[222] (Der – vom Holzwurm zerfressene – Altar wurde 1977 aus dem Dom entfernt.).
- 1900: Evangelische Garnisonkirche Graudenz (Westpreußen): Altar.[223]
 Die Kirche wurde während des Zweiten Weltkriegs zerstört.
- 1901: Bergkirche Altenbrak: Altaraufsatz, Nummerntafeln und Opferstöcke.[75]
- 1901: Rathaus Dessau: Ausstattung des großen Sitzungssaales.
 1910 zerstörte ein Feuer große Teile des Gebäudes; es konnte ab 1912 wieder genutzt werden. Am 7. März 1945 brannte das Rathaus in den Obergeschossen bei einem der schwersten Luftangriffe auf Dessau völlig aus. Ab 1949 erfolgte der Wiederaufbau.
- 1901: Dorfkirche Magdeburgerforth: Kanzel.[224]
- 1901: Königin-Luise-Gedächtnis-Kirche Königsberg i. Pr.:[225] Kanzel und Orgelprospekt.[226][227]
 Den Zweiten Weltkrieg überstand das Gotteshaus mit nur geringen Schäden. Heute wird das Kirchengebäude als Puppentheater genutzt.
- 1901: Stiftskirche Marienfließ: Holz-Bildhauerarbeiten der neugotischen Ausstattung.
- 1901: Evangelisch-lutherische Kirche in Wittstedt: Kanzel.[228][229]
- 1902: Bethanienkirche Berlin-Weißensee: Altar und Kanzel.[230][231]
 Da der Altar das prächtige Mittelfenster verdeckte, wurde er 1905 an die Glaubenskirche Lichtenberg abgegeben und dort aufgestellt.
 Im Zweiten Weltkrieg zerstörte eine Luftmine das Kirchenschiff der Bethanienkirche, nur der Turm blieb erhalten.
 Die Glaubenskirche Lichtenberg[232][233][234][235][236][237][238] ist seit 1999 Eigentum der Koptisch-Orthodoxen Gemeinde in Berlin und trägt den Namen St.-Antonius- und St.-Shenouda-Kirche.
- 1902: Dorfkirche Deetz: Kanzel und Orgelprospekt.[239]
- 1902: Evangelische Kirche in Driesen (Neumark): Orgelprospekt.[240][241]
- 1903: Dorfkirche Bornim: Altaraufsatz, Kanzel und Brüstung der Kaiserloge.[242][243][244][245][246][247][248]
- 1904: Preußisches Herrenhaus, Berlin-Mitte: innere Einrichtungsstücke, Möbel.[249]
 Im Zweiten Weltkrieg wurde das Gebäude stark beschädigt, heute dient es als Sitz des Bundesrates.
- 1904: Oberlinkirche Babelsberg: Eichenholzretabel.[250]

### Firma Gustav Kuntzsch, Inhaber: Paul Knoff
- 1905: Evangelische Kirche Olschöwen: Kruzifixus.[251]
- 1905: Lutherkirche Röxe: Altarkruzifix und Kanzel.[252]
- 1905: Villa Direktor Piper,[253] Berlin-Grunewald: Wandvertäfelungen mit Schnitzereien und Intarsien.
- 1906: Friedenskirche Berlin-Grünau: Kanzel.[254][255][256][257]
- 1906: Dreifaltigkeitskirche Berlin-Lankwitz: Altar, Kanzel, Taufständer, Lesepult, Leuchter, Gestühl und alle Schnitzereien.[75]
 Die Arbeiten der Firma Kuntzsch sind nicht erhalten.
- 1906: Dorfkirche Kölsa: Orgelgehäuse.[258]
- 1906: St.-Johannis-Kirche Quedlinburg: Orgelgehäuse.[259]
- 1906: St.-Petri-Kirche Thale: Chorgestühl, Taufständer, Nummerntafeln, Opferstöcke.[75]
- 1906: Kriminalgericht in Berlin-Moabit: Tischlerarbeiten.[260]
- 1907: Gemeindehaus der Kanzler von Pfau’schen Stiftung[261] in Bernburg: Altarkreuz und Leuchter.[75]
- 1908: Rathaus Rixdorf, Berlin-Neukölln: Holztreppen.[262]
 Im Zweiten Weltkrieg trug das Gebäude mit seinen vielen Holzausbauten aufgrund eines Brandes schwerste Schäden davon.
- 1909: Christuskirche Hasserode: Altaraufsatz, Bankwangen und Lesepult.[263]

## Ausstellungsteilnahmen
- 1878: Heraldische Ausstellung des Vereines „Adler“ in Wien.[264][265]
- 1879: Gewerbe-Ausstellung für das Harzgebiet in Wernigerode.[266]
- 1880: Gewerbe-Ausstellung in Nordhausen (prämiert mit einem 1. Preis).[267][268][269]
- 1880: Ausstellung kunstgewerblicher Concurrenzarbeiten im Kunstgewerbe-Museum zu Berlin.[270]
- 1881: Gewerbe- und Industrie-Ausstellung in Halle (Saale).[271]
- 1882: Heraldische Ausstellung in Berlin (prämiert mit einem 1. Preis).[272][273]

## Werbung
Um sein Unternehmen (einschließlich Firmenvertretung in Berlin) bekannt zu machen, inserierte Kuntzsch in verschiedenen einschlägigen Printmedien:
- Der Berggeist – Zeitung für Berg-, Hüttenwesen und Industrie, 12. Jahrgang (1877), Verlag Wilhelm Hassel, Köln.
- Der Deutsche Herold – Zeitschrift für Heraldik, Sphragistik und Genealogie – Organ des Vereins „Herold“ zu Berlin, 13. Jahrgang (1882), Verlag Julius Sittenfeld, Berlin.[274]
- Evangelisches Kirchenblatt für Schlesien, 4. & 5. Jahrgang (1901 & 1902), Verlag Rudolf Dülfer, Breslau & Görlitz.
- Theologische Rundschau, 4. & 5. Jahrgang (1901 & 1902), Verlag von J. C. B. Mohr (Paul Siebeck), Tübingen & Leipzig.
- Rudolf Mosse, Deutsches Reichs-Adressbuch – Sonderband II – Bezugsquellen-Nachweis, Verlag des Deutschen Reichs-Adressbuchs, Berlin 1906, S. 152.
- Anzeiger für Architektur, Kunsthandwerk und Bau-Industrie, 10. & 11. Jahrgang (1907 & 1908), Verlag der Blätter für Architektur und Kunsthandwerk, Berlin.
- Der Baumeister – Monatshefte für Architektur und Baupraxis (Beilage), 6. & 7. Jahrgang (1907 & 1908), Verlag Georg D. W. Callwey, München.
- R. Lang – J. Habicht, Deutsches Bau=Jahrbuch für Veranschlagung und Verdingung, 5. Jahrgang (1908), Nord=, Ost= und Mitteldeutsche Ausgabe, Verlag „Das Deutsche Baujahrbuch“ J. J. Arnd, Leipzig.

## Ehrungen
- Ehrendiplom anlässlich der heraldischen Ausstellung des Vereines „Adler“ in Wien 1878.[264]
- Verleihung der Preußischen Staatsmedaille für gewerbliche Leistungen in Bronze im Oktober 1880.[275][276][277]
- Am 15. Oktober 1894 ernannte Auguste Victoria, deutsche Kaiserin und Königin von Preußen, volkstümlich Kirchenjuste genannt, Gustav Kuntzsch wegen seiner Verdienste um die Ausschmückung der Berliner Kirche zum Hofbildhauer.[278][279]
- Verleihung der Ritterinsignien 2. Klasse des Herzoglich Anhaltischen Hausordens Albrechts des Bären im Herbst 1896.[280][281]
- Verleihung des Königlichen Kronen-Ordens 4. Klasse im Dezember 1898.[282][283][284][285]
- 1928 erhielt die Straße am Eisenberg in Wernigerode nach dem Kuntzsch’en Gartenbesitz den Namen Im Kuntzschen Garten.[286]